# 有吉反省会
『有吉反省会』（ありよしはんせいかい、英称:ARIYOSHI'S Meeting for Reviewing）は、日本テレビ系列で放送されたトークバラエティ番組で、有吉弘行の冠番組である。全516回。

## 概要
ゲストが反省したい事を告白し、検証VTR後に司会の有吉が内容を更に掘り下げる。最後に「禊のお時間」で、ゲストに科す「禊」の内容が有吉から発表される。禊のVTRは告白後に放送されるが、ゲストによっては出演数週間後や、「禊スペシャル」と称した禊VTRをまとめた総集編が放送される。
番組内ではいずれも「一流芸能人」と説明されるが、出演ゲストは無名同然か過去の人気タレントが多く、時折人気タレントが登場することもある。当番組の出演をきっかけに注目を浴びる事も多く、カミングアウト発言が放送後ネットニュースなどで大きな話題となる事もある。
年数回2時間の特別版が放送されており、こちらは『有吉大反省会』と呼称されゴールデンタイムに放送されたが、当初は裏番組に『TBSオールスター感謝祭』や『笑っていいとも最終回』等の他局が総力を掛けたの人気芸能人大集合特番が当たる場合が多く、MCの有吉も「（格落ち芸能人ゲストばかりの当番組より）裏番組の方に出たかった」と自虐の発言を漏らすのが恒例となっていた。特別版はレギュラー放送と異なり、ネットワークセールス枠で放送される。
2016年からは「反省カレンダー」「反省パトロール」と題して世間の反省すべき人を見つけ、VTRで紹介し、そのうち一人がスタジオに出演する場合がある。
2016年から2018年には『24時間テレビ』内で日曜日2:45頃 - 4:00（JST、以下略）に『有吉生反省会』が生放送されていた。
2020年4月頃から新型コロナウイルス感染拡大防止のため、出演者との間隔をあけての収録の他、基本的に反省人が毎週1組に変更された。但しそれ以降も反省人がグループであれば複数になることが何度かあり、例外的に同年8月1日などで反省人が2組だったことがある。
2021年6月25日掲載の日刊大衆と、29日付けの日刊スポーツの記事を通じて、当番組の9月末で終了予定と報じられた。後日、制作サイドから番組終了の発表と同局編成部長の田中宏史により「8年半番組を支えてくださった有吉さんはじめ、出演者の皆さん、本当に感謝しております」とコメントが出され、2021年9月25日の放送で、番組が終了した。単発時代を含め9年間の歴史に幕を閉じた。
放送終了直後、2021年9月29日には、当番組のスタッフ制作で「反省見届け人」のレギュラーキャストが全て出演の『有吉×怪物』が放送された。

### 放送時間の変遷
| 期間       | 期間       | 放送時間（日本時間）         |
| ---------- | ---------- | ---------------------------- |
| 2013.04.07 | 2015.03.29 | 日曜日 22:30 - 22:56（26分） |
| 2015.04.04 | 2021.09.25 | 土曜日 23:30 - 23:55（25分） |

レギュラー化決定前には2012年に特別番組として2回放送されており、レギュラー放送開始前日の2013年4月6日22:00 - 23:24にも3回目の特別番組が放送され、2013年4月7日からレギュラー放送が開始された。初期には毎週日曜日22:30 - 22:56に放送されていた。2015年4月より、同年3月までの本番組放送時間帯において『日曜ドラマ』編成で放送時間が毎週土曜日23:30 - 23:55に変更された。
深夜枠への移動後もローカルセールス枠のままで放送（枠移動後の同時間帯はローカルセールス枠に変更）されていた。当番組のクロスプログラムが放送されるのは当番組が同時ネットで放送されている地域のみ（直後番組である『Going!Sports&News』のクロスプログラムも同様）。同時ネット局でも自社制作番組や過去の再放送などに差し替えられた場合はクロスプログラムは放送されなかった。

## 出演者

### 司会
- 有吉弘行

### 反省見届け人
- バカリズム
- 博多大吉
- 大久保佳代子
- 友近
- 指原莉乃

### レギュラー反省人
- アレクサンダー
- IVAN
- ぱいぱいでか美
- 岩井志麻子

### ナレーター
- 近藤サト
- よのひかり（特別番組の際に近藤に代わって担当する場合があった）

### 過去の見届け人
※番組スタートから2016年まであった「見届け人の知識人枠」で出演。
- 岸博幸（2013年 - 2016年）
- 齋藤孝（2013年 - 2014年）
- 名越康文（2013年 - 2016年）
- 丸岡いずみ（2014年 - 2015年）

## 放送リスト
※反省見届け人は席順、反省人は告白順に表記。

### 特別番組
※レギュラー化後の通常回の枠拡大ではない（枠移動前は日曜日以外に、枠移動後は土曜日以外にそれぞれ放送された）ものも含む。なお、通常回放送当日（枠移動後は前夜の場合もある）に通常回とは別枠で放送されたものも含む。ただし、臨時枠移動の上、枠拡大となった回を含まない。
| 特別番組 | 特別番組       | 特別番組       | 特別番組                                                                                               | 特別番組 | 特別番組 |
| 放送回   | 放送日         | 放送時間       | 反省見届け人                                                                                           | 反省人 |          |
| -------- | -------------- | -------------- | --- | --- | -------- |
| 第1回    | 2012年10月1日  | 23:58 - 翌0:53 | 若林正恭（オードリー） 長沼毅 友近                                                                     | アニマル浜口・浜口初枝・浜口京子、Mr.マリック、 徳島えりか（日本テレビアナウンサー）、熊井友理奈（Berryz工房） |          |
| 第2回    | 2012年12月26日 | 21:00 - 23:09  | バカリズム 北村晴男 友近                                                                               | 有村昆、多岐川華子、飯尾和樹、デヴィ・スカルノ、松崎しげる、 八幡カオル・キンタロー。、ハッピーナ、アニマル浜口・浜口初枝・浜口京子、 桝太一・上重聡（日本テレビアナウンサー）、菜々緒、 中尾彬、藤子まい、槙原寛己、尾木直樹、鈴木奈々、草野仁 |          |
| 第3回    | 2013年4月6日   | 22:00 - 23:24  | バカリズム 岸博幸 大久保佳代子（オアシズ）                                                             | 熊切あさ美、有村昆、ビビる大木、おさる、今井華、井上玲菜、 スギちゃん、やしろ優、岩崎夏海、武田双雲、テリー伊藤 |          |
| 第4回    | 2013年9月28日  | 21:00 - 22:54  | バカリズム 名越康文 大久保佳代子（オアシズ）                                                           | 浅倉大介、アレクサンダー、アジャ・コング、鈴木まりえ、IVAN、 牧野ステテコ・123☆45・鈴川絢子・柏木美子・原俊作、 北村まりこ、JOY、花井円香、桑野信義、水樹たま                                                                                   |          |
| 第5回    | 2013年12月25日 | 21:00 - 22:54  | バカリズム 岸博幸 友近                                                                                 | 川島なお美、山咲トオル、おのののか・池田愛恵里、梅沢富美男、 山口良一・長江健次・風見しんご、大原かおり、濱田マリ、 吉村卓三・オレンチェ、アレクサンダー、中嶋由美、松本明子                                                                    |          |
| 第6回    | 2014年3月31日  | 21:00 - 22:54  | バカリズム 岸博幸 大久保佳代子（オアシズ）                                                             | 梅宮辰夫、はねだえりか、中井りん、泰葉、浅香唯、BOO、 土屋敏男、ザ・リリーズ、木根尚登、小沢仁志・小沢和義 |          |
| 第7回    | 2014年10月4日  | 21:00 - 22:54  | バカリズム 岸博幸 大久保佳代子（オアシズ）                                                             | 美川憲一、紗綾、秋吉久美子、大渕愛子、西村知美、小池里奈、 井上貴子、久野静香（日本テレビアナウンサー）、梅宮アンナ、原田龍二 |          |
| 第8回    | 2015年4月4日   | 21:00 - 22:54  | 博多大吉（博多華丸・大吉） バカリズム 岸博幸 友近 丸岡いずみ                                           | 高田純次、小林麻耶、堀内健（ネプチューン）、押切もえ、 林家木久扇・三遊亭好楽・山田隆夫、アニマル浜口・山本郁榮 |          |
| 第9回    | 2015年9月26日  | 21:00 - 22:54  | バカリズム 博多大吉（博多華丸・大吉） 岸博幸 大久保佳代子（オアシズ） 友近                             | access、DEEN、サスケ、こまどり姉妹、GAO、松村和子、 川上大輔、大友康平、PENICILLIN、ISSA、岡本知高 |          |
| 第10回   | 2016年4月2日   | 22:00 - 23:24  | 岩井志麻子 大久保佳代子（オアシズ） 指原莉乃（HKT48） 博多大吉（博多華丸・大吉） バカリズム 吉川美代子 | 水沢アリー、藪恵壹、筧美和子、遠山景織子、増田豊 |          |
| 第11回   | 2016年7月9日   | 23:20 - 23:50  | 博多大吉（博多華丸・大吉） 指原莉乃（HKT48） 友近                                                      | 本多友也、MALIA. |          |
| 第12回   | 2016年8月20日  | 21:00 - 22:54  | バカリズム 博多大吉（博多華丸・大吉） 友近 大久保佳代子（オアシズ） 指原莉乃（HKT48）                  | 華原朋美、井深克彦、岡副麻希、手塚理美、杉原杏璃、藤澤ノリマサ、ZiNEZ |          |
| 第13回   | 2016年8月28日  | 1:45 - 4:00    | バカリズム 博多大吉（博多華丸・大吉） 友近 大久保佳代子（オアシズ） 指原莉乃（HKT48）                  | 指原そっくり軍団、ryuchell、石田純一 |          |
| 第14回   | 2017年4月1日   | 22:00 - 23:24  | バカリズム 博多大吉（博多華丸・大吉） 大久保佳代子（オアシズ） 指原莉乃（HKT48）                       | 泉谷しげる、小倉優子、佐野ヒカル、高田一也、武田昴三 |          |
| 第15回   | 2017年8月27日  | 1:45 - 4:00    | バカリズム 博多大吉（博多華丸・大吉） 友近 大久保佳代子（オアシズ） 指原莉乃（HKT48）                  | 天木じゅん、森咲智美、青山ひかる、紺野ぶるま、 橋本マナミ、宮地真緒、福田明日香、葉加瀬マイ、ダチョウ倶楽部 |          |
| 第16回   | 2017年9月30日  | 23:00 - 23:30  | バカリズム 大久保佳代子（オアシズ） 博多大吉（博多華丸・大吉）                                         | （禊スペシャル） |          |
| 第17回   | 2017年12月23日 | 21:00 - 22:54  | バカリズム 博多大吉（博多華丸・大吉） 友近 大久保佳代子（オアシズ） 指原莉乃（HKT48）                  | 早見優、滝沢カレン、網浜直子、大原かおり、 竹田純、湯江タケユキ、愛川ゆず季、天木じゅん |          |
| 第18回   | 2018年3月24日  | 21:00 - 22:54  | バカリズム 博多大吉（博多華丸・大吉） 友近 大久保佳代子（オアシズ） 指原莉乃（HKT48）                  | 古舘伊知郎、清水宏保、宍戸開、大鶴義丹、湯江タケユキ、 山路徹、江口ともみ、古閑美保、坂梨カズ |          |
| 第19回   | 2018年8月26日  | 1:45 - 4:00    | バカリズム 博多大吉（博多華丸・大吉） 大久保佳代子（オアシズ） 指原莉乃（HKT48）                       | うさまりあ、浅川梨奈（SUPER☆GiRLS）、しずかちゃん、 びっくえんじぇる、大原がおり、水樹たま、堀ちえみ |          |
| 第20回   | 2018年10月3日  | 21:00 - 22:54  | バカリズム 博多大吉（博多華丸・大吉） 友近 大久保佳代子（オアシズ） 指原莉乃（HKT48）                  | 竹本孝之、早見優、緒方龍一（w-inds.）、森昌子、 松村雄基、森重樹一（ZIGGY）、磯山さやか、志村玲那、小明 |          |
| 第21回   | 2018年12月29日 | 21:00 - 23:18  | バカリズム 博多大吉（博多華丸・大吉） 友近 大久保佳代子（オアシズ） 指原莉乃（HKT48）                  | DA PUMP、西野未姫、矢口真里、大原優乃、熊田曜子、つるの剛士、 びっくえんじぇる、前田日明、ソンミ、辰巳奈都子、サイバージャパンダンサーズ |          |
| 第22回   | 2019年4月3日   | 21:00 - 22:54  | バカリズム 博多大吉（博多華丸・大吉） 友近 大久保佳代子（オアシズ） 指原莉乃（HKT48）                  | 島崎遥香、川崎希、しゅはまはるみ、春名風花、ダンプ松本、長与千種、 SOLIDEMO、梨元麻里奈、武田修宏、SHINPEI（BREAKERZ）、忍野さら |          |
| 第23回   | 2019年6月26日  | 21:00 - 22:54  | バカリズム 博多大吉（博多華丸・大吉） 友近 大久保佳代子（オアシズ） 指原莉乃                           | 草間リチャード敬太・小島健（Aぇ!group）、熊切あさ美、岩佐真悠子、 源藤アンリ、小原春香、岩本輝雄、渡辺裕太、白葉まり、攝津正 |          |
| 第24回   | 2019年12月28日 | 21:30 - 23:18  | バカリズム 博多大吉（博多華丸・大吉） 友近 大久保佳代子（オアシズ） 指原莉乃                           | 藤岡弘、、阿部桃子、いけや賢二、大湯みほ、たけだバーベキュー、 吉田結衣（シンクロック）、高橋ペン、小柳ルミ子、福住タニア、蝶野正洋 |          |
| 第25回   | 2020年3月21日  | 21:00 - 22:54  | バカリズム 博多大吉（博多華丸・大吉） 友近 大久保佳代子（オアシズ） 指原莉乃 平野紫耀（King & Prince） | 野呂佳代、飯田圭織、保田圭、峯岸みなみ（AKB48）、早見優、 柏木由紀（AKB48）、渡辺美奈代、増田恵子（ピンク・レディー）、新田恵利、ルビー・モレノ、 松本伊代、浅野ゆう子、西村知美、佐々木美玲・丹生明里（日向坂46）                              |          |
| 第26回   | 2020年10月3日  | 21:00 - 22:54  | バカリズム 博多大吉（博多華丸・大吉） 大久保佳代子（オアシズ） 指原莉乃                                | 伊野尾慧（Hey! Say! JUMP）、中山忍、野呂佳代、秋元真夏・堀未央奈（乃木坂46）、 石野真子、未唯mie（ピンク・レディー）、柏木由紀（AKB48）、深澤辰哉（Snow Man）                                                                                   |          |

### レギュラー番組
| 2013年（平成25年） | 2013年（平成25年） | 2013年（平成25年）           | 2013年（平成25年） | 2013年（平成25年）       | 2013年（平成25年）                                     | 2013年（平成25年） |
| 放送回             | 放送日             | 反省見届け人                 | 反省見届け人       | 反省見届け人             | 反省人                                                 |                    |
| ------------------ | ------------------ | ---------------------------- | ------------------ | ------------------------ | ------------------------------------------------------ | ------------------ |
| 第1回              | 4月7日             | 博多大吉（博多華丸・大吉）   | 齋藤孝             | 友近                     | 水沢アリー、友利新、竹原慎二                           |                    |
| 第2回              | 4月14日            | 塚地武雅（ドランクドラゴン） | 岸博幸             | 友近                     | 小沢仁志、若山騎一郎・仁美凌、原リベロ（劇団シリフリ） |                    |
| 第3回              | 4月21日            | バカリズム                   | 名越康文           | 大島美幸（森三中）       | 茂出木浩司、矢部美穂、竹内都子（ピンクの電話）         |                    |
| 第4回              | 4月28日            | 博多大吉（博多華丸・大吉）   | 岸博幸             | 大久保佳代子（オアシズ） | 八幡カオル・キンタロー。、千葉真一、星澤幸子           |                    |
| 第5回              | 5月5日             | バカリズム                   | 林修               | 友近                     | 副島美咲、加藤綾菜・加藤茶、中山正敏                   |                    |
| 第6回              | 5月12日            | バカリズム                   | 岸博幸             | 友近                     | 久保田雅人、古澤未来、あべこ                           |                    |
| 第7回              | 5月19日            | バカリズム                   | 林修               | 大久保佳代子（オアシズ） | AKBPOID                                                |                    |
| 第8回              | 5月26日            | 塚地武雅（ドランクドラゴン） | 齋藤孝             | 大久保佳代子（オアシズ） | m.c.A・T、アジャ・コング、街角景気☆JAPAN↑              |                    |
| 第9回              | 6月2日             | バカリズム                   | 林修               | 大久保佳代子（オアシズ） | 石田純一、大堀恵                                       |                    |
| 第10回             | 6月9日             | バカリズム                   | 林修               | 友近                     | 薬師寺保栄、草刈紅蘭                                   |                    |
| 第11回             | 6月16日            | バカリズム                   | 林修               | 友近                     | 長州力                                                 |                    |
| 第12回             | 6月23日            | バカリズム                   | 林修               | 友近                     | 曙太郎、水樹たま                                       |                    |
| 第13回             | 6月30日            | 博多大吉（博多華丸・大吉）   | 齋藤孝             | 大久保佳代子（オアシズ） | 川合俊一、JOY☆、ダイアモンド☆ユカイ                    |                    |
| 第14回             | 7月7日             | 伊集院光                     | 岸博幸             | 友近                     | 森下悠里                                               |                    |
| 第15回             | 7月14日            | 伊集院光                     | 岸博幸             | 友近                     | モト冬樹                                               |                    |
| 第16回             | 7月28日            | バカリズム                   | 岸博幸             | 大久保佳代子（オアシズ） | JOY、高橋道雄                                          |                    |
| 第17回             | 8月4日             | バカリズム                   | 岸博幸             | 大久保佳代子（オアシズ） | 亀山努、伊藤れいこ                                     |                    |
| 第18回             | 8月11日            | バカリズム                   | 岸博幸             | 友近                     | まこと（シャ乱Q）・富永美樹、保田圭                    |                    |
| 第19回             | 8月18日            | 博多大吉（博多華丸・大吉）   | 名越康文           | 大久保佳代子（オアシズ） | 前園真聖、藤子まい・矢崎まこと・愛実                   |                    |
| 第20回             | 8月25日            | バカリズム                   | 岸博幸             | 大久保佳代子（オアシズ） | 橋本清、松坂南                                         |                    |
| 第21回             | 9月1日             | バカリズム                   | 齋藤孝             | 大久保佳代子（オアシズ） | 南明奈、伊吹吾郎                                       |                    |
| 第22回             | 9月8日             | バカリズム                   | 名越康文           | 友近                     | 川崎希                                                 |                    |
| 第23回             | 9月15日            | バカリズム                   | 名越康文           | 大久保佳代子（オアシズ） | 金山一彦、IZAM                                         |                    |
| 第24回             | 9月22日            | 博多大吉（博多華丸・大吉）   | 園子温             | 大久保佳代子（オアシズ） | 高橋慶彦、八幡カオル                                   |                    |
| 第25回             | 9月29日            | バカリズム                   | 名越康文           | 大久保佳代子（オアシズ） | 田原総一朗、永井里菜                                   |                    |
| 第26回             | 10月6日            | 塚地武雅（ドランクドラゴン） | 岸博幸             | 友近                     | 斎藤洋介、JOY                                          |                    |
| 第27回             | 10月13日           | 博多大吉（博多華丸・大吉）   | 岸博幸             | 大久保佳代子（オアシズ） | DaiGo、あずまりか                                      |                    |
| 第28回             | 10月20日           | 博多大吉（博多華丸・大吉）   | 岸博幸             | 大久保佳代子（オアシズ） | 田中健、AeLL.                                          |                    |
| 第29回             | 10月27日           | バカリズム                   | 名越康文           | 友近                     | 白石まるみ、内藤大助                                   |                    |
| 第30回             | 11月3日            | バカリズム                   | 園子温             | 友近                     | つちやかおり・布川隼汰・布川桃花、勝谷誠彦             |                    |
| 第31回             | 11月10日           | 博多大吉（博多華丸・大吉）   | 齋藤孝             | 大久保佳代子（オアシズ） | 藤波辰爾                                               |                    |
| 第32回             | 11月17日           | 博多大吉（博多華丸・大吉）   | 岸博幸             | 大久保佳代子（オアシズ） | 井上公造、白石まるみ・守永真彩                         |                    |
| 第33回             | 11月24日           | 博多大吉（博多華丸・大吉）   | 岸博幸             | 大久保佳代子（オアシズ） | m.c.A・T、相沢まき                                     |                    |
| 第34回             | 12月1日            | 博多大吉（博多華丸・大吉）   | 岸博幸             | 大久保佳代子（オアシズ） | 林家パー子、ダーブロウ有紗                             |                    |
| 第35回             | 12月8日            | 博多大吉（博多華丸・大吉）   | 齋藤孝             | 大久保佳代子（オアシズ） | 椿かおり・SAYUKI、Dr.レオン                            |                    |
| 第36回             | 12月15日           | バカリズム                   | 岸博幸             | 友近                     | 深海魚くん、杉原杏璃                                   |                    |
| 第37回             | 12月22日           | バカリズム                   | 岸博幸             | 友近                     | 川崎麻世、小明                                         |                    |

| 2014年（平成26年） | 2014年（平成26年） | 2014年（平成26年）         | 2014年（平成26年） | 2014年（平成26年）       | 2014年（平成26年）                                           | 2014年（平成26年） |
| 放送回             | 放送日             | 反省見届け人               | 反省見届け人       | 反省見届け人             | 反省人                                                       |                    |
| ------------------ | ------------------ | -------------------------- | ------------------ | ------------------------ | ------------------------------------------------------------ | ------------------ |
| 第38回             | 1月5日             | 博多大吉（博多華丸・大吉） | 名越康文           | 大久保佳代子（オアシズ） | 相原勇、亀井京子                                             |                    |
| 第39回             | 1月12日            | バカリズム                 | 岸博幸             | 友近                     | 伊津野亮、花咲ゆき美                                         |                    |
| 第40回             | 1月19日            | バカリズム                 | 岸博幸             | 大久保佳代子（オアシズ） | 前田吟、本田桃子                                             |                    |
| 第41回             | 1月26日            | 博多大吉（博多華丸・大吉） | 岸博幸             | 大久保佳代子（オアシズ） | いとうまい子、りかちゅう                                     |                    |
| 第42回             | 2月2日             | バカリズム                 | 名越康文           | 友近                     | 浜田ブリトニー、矢吹春奈                                     |                    |
| 第43回             | 2月9日             | バカリズム                 | 名越康文           | 友近                     | たいせい（シャ乱Q）、吉野紗香                                |                    |
| 第44回             | 2月16日            | 博多大吉（博多華丸・大吉） | 齋藤孝             | 大久保佳代子（オアシズ） | 山上兄弟、北山みつき                                         |                    |
| 第45回             | 2月23日            | バカリズム                 | 岸博幸             | 友近                     | デューク更家、伊藤かずえ                                     |                    |
| 第46回             | 3月2日             | バカリズム                 | 岸博幸             | 友近                     | 高山善廣、光上せあら                                         |                    |
| 第47回             | 3月9日             | 博多大吉（博多華丸・大吉） | 岸博幸             | 丸岡いずみ               | りゅうあ、本田泰人                                           |                    |
| 第48回             | 3月16日            | バカリズム                 | 名越康文           | 友近                     | てんちむ、ライオネス飛鳥                                     |                    |
| 第49回             | 3月23日            | バカリズム                 | 名越康文           | 大久保佳代子（オアシズ） | 春馬♨ゆかり、杉浦幸                                          |                    |
| 第50回             | 3月30日            | 博多大吉（博多華丸・大吉） | 岸博幸             | 丸岡いずみ               | 大砂嵐金太郎、池波志乃                                       |                    |
| 第51回             | 4月6日             | バカリズム                 | 岸博幸             | 大久保佳代子（オアシズ） | 吉澤ひとみ、原幹恵、真矢、新田恵利                           |                    |
| 第52回             | 4月13日            | バカリズム                 | 齋藤孝             | 大久保佳代子（オアシズ） | 千代丸一樹・千代鳳祐樹、つのだ☆ひろ                          |                    |
| 第53回             | 4月20日            | バカリズム                 | 齋藤孝             | 大久保佳代子（オアシズ） | 吉田照美、倉持由香、吉井怜                                   |                    |
| 第54回             | 4月27日            | 博多大吉（博多華丸・大吉） | 岸博幸             | 大久保佳代子（オアシズ） | 石井智也、宮瀬茉祐子                                         |                    |
| 第55回             | 5月4日             | バカリズム                 | 岸博幸             | 友近                     | 市井紗耶香                                                   |                    |
| 第56回             | 5月11日            | バカリズム                 | 岸博幸             | 友近                     | 中村里砂、太川陽介                                           |                    |
| 第57回             | 5月18日            | バカリズム                 | 岸博幸             | 友近                     | 国生さゆり、松澤千晶                                         |                    |
| 第58回             | 5月25日            | 博多大吉（博多華丸・大吉） | 名越康文           | 大久保佳代子（オアシズ） | 生稲晃子、藤田伸二                                           |                    |
| 第59回             | 6月1日             | バカリズム                 | 齋藤孝             | 友近                     | 志垣太郎、青山有紀                                           |                    |
| 第60回             | 6月8日             | バカリズム                 | 岸博幸             | 大久保佳代子（オアシズ） | 天龍源一郎、彩羽真矢                                         |                    |
| 第61回             | 6月15日            | 博多大吉（博多華丸・大吉） | 岸博幸             | 大久保佳代子（オアシズ） | 森下千里、タケ小山                                           |                    |
| 第62回             | 6月22日            | バカリズム                 | 岸博幸             | 友近                     | ベガス味岡、斉野千紗                                         |                    |
| 第63回             | 6月29日            | バカリズム                 | 岸博幸             | 友近                     | 寺田恵子（SHOW-YA）、山形ユキオ                              |                    |
| 第64回             | 7月6日             | 博多大吉（博多華丸・大吉） | 丸岡いずみ         | 大久保佳代子（オアシズ） | あやまん監督、池谷直樹                                       |                    |
| 第65回             | 7月13日            | バカリズム                 | 齋藤孝             | 友近                     | 白竜                                                         |                    |
| 第66回             | 7月20日            | バカリズム                 | 岸博幸             | 大久保佳代子（オアシズ） | 鈴木光司、知念里奈                                           |                    |
| 第67回             | 7月27日            | 博多大吉（博多華丸・大吉） | 丸岡いずみ         | 大久保佳代子（オアシズ） | 舞の海、アクア新渡戸                                         |                    |
| 第68回             | 8月3日             | バカリズム                 | 岸博幸             | 友近                     | tohko、水月星司                                              |                    |
| 第69回             | 8月10日            | バカリズム                 | 齋藤孝             | 友近                     | 武田久美子、仲井優希                                         |                    |
| 第70回             | 8月17日            | 博多大吉（博多華丸・大吉） | 丸岡いずみ         | 大久保佳代子（オアシズ） | 神取忍、前田由紀                                             |                    |
| 第71回             | 8月24日            | バカリズム                 | 名越康文           | 友近                     | IKKO、なちゅ                                                 |                    |
| 第72回             | 8月31日            | バカリズム                 | 名越康文           | 友近                     | 渡辺美奈代、二木あつ子                                       |                    |
| 第73回             | 9月7日             | 博多大吉（博多華丸・大吉） | 岸博幸             | 丸岡いずみ               | さくらまや、濱田のり子                                       |                    |
| 第74回             | 9月14日            | バカリズム                 | 岸博幸             | 友近                     | 柴田阿弥（SKE48）                                            |                    |
| 第75回             | 9月21日            | バカリズム                 | 名越康文           | 大久保佳代子（オアシズ） | 松本伊代、横山めぐみ                                         |                    |
| 第76回             | 9月28日            | 博多大吉（博多華丸・大吉） | 丸岡いずみ         | 大久保佳代子（オアシズ） | ジェロ、浜口順子                                             |                    |
| 第77回             | 10月5日            | バカリズム                 | 岸博幸             | 大久保佳代子（オアシズ） | ボビー・オロゴン、阿藤快、晃月さなえ・晃月れいか、山川恵里佳 |                    |
| 第78回             | 10月12日           | バカリズム                 | 名越康文           | 友近                     | 藤吉久美子、大場美奈（SKE48）                                |                    |
| 第79回             | 10月19日           | バカリズム                 | 岸博幸             | 大久保佳代子（オアシズ） | 藤崎奈々子、高崎聖子                                         |                    |
| 第80回             | 10月26日           | 博多大吉（博多華丸・大吉） | 丸岡いずみ         | 大久保佳代子（オアシズ） | 鶴久政治、浜田翔子                                           |                    |
| 第81回             | 11月2日            | バカリズム                 | 岸博幸             | 友近                     | はたけ（シャ乱Q）、森田みいこ                                |                    |
| 第82回             | 11月9日            | バカリズム                 | 岸博幸             | 友近                     | かとうれいこ、藤原喜明                                       |                    |
| 第83回             | 11月16日           | 博多大吉（博多華丸・大吉） | 丸岡いずみ         | 大久保佳代子（オアシズ） | 渡辺徹、小島可奈子                                           |                    |
| 第84回             | 11月23日           | バカリズム                 | 名越康文           | 友近                     | 岩井志麻子、ネイボール                                       |                    |
| 第85回             | 11月30日           | バカリズム                 | 名越康文           | 大久保佳代子（オアシズ） | いがらしゆみこ、杏さゆり                                     |                    |
| 第86回             | 12月7日            | 博多大吉（博多華丸・大吉） | 岸博幸             | 大久保佳代子（オアシズ） | ROLLY、栗田萌                                                |                    |
| 第87回             | 12月21日           | バカリズム                 | 名越康文           | 友近                     | 田中光、大亀あすか                                           |                    |

| 2015年（平成27年） | 2015年（平成27年） | 2015年（平成27年）                    | 2015年（平成27年） | 2015年（平成27年）       | 2015年（平成27年）                                 | 2015年（平成27年） |
| 放送回             | 放送日             | 反省見届け人                          | 反省見届け人       | 反省見届け人             | 反省人                                             |                    |
| ------------------ | ------------------ | ------------------------------------- | ------------------ | ------------------------ | -------------------------------------------------- | ------------------ |
| 第88回             | 1月4日             | 博多大吉（博多華丸・大吉）            | 丸岡いずみ         | 大久保佳代子（オアシズ） | 賀集利樹、水野裕子                                 |                    |
| 第89回             | 1月11日            | バカリズム                            | 岸博幸             | 友近                     | 仁藤優子、佐野慈紀                                 |                    |
| 第90回             | 1月18日            | バカリズム                            | 名越康文           | 友近                     | ピンクの電話、小野正利                             |                    |
| 第91回             | 1月25日            | バカリズム                            | 名越康文           | 大久保佳代子（オアシズ） | 立花理佐、阿久津愼太郎（D-BOYS）                   |                    |
| 第92回             | 2月1日             | 博多大吉（博多華丸・大吉）            | 丸岡いずみ         | 大久保佳代子（オアシズ） | SHINPEI（BREAKERZ）、宮地真緒                      |                    |
| 第93回             | 2月8日             | バカリズム                            | 名越康文           | 友近                     | 菊池麻衣子、脇知弘                                 |                    |
| 第94回             | 2月15日            | バカリズム                            | 名越康文           | 友近                     | 大場久美子、和田彩花（アンジュルム）               |                    |
| 第95回             | 2月22日            | 博多大吉（博多華丸・大吉）            | 丸岡いずみ         | 大久保佳代子（オアシズ） | サンプラザ中野くん、石川恋                         |                    |
| 第96回             | 3月1日             | バカリズム                            | 岸博幸             | 友近                     | 瀬戸カトリーヌ、アレクサンダー大塚                 |                    |
| 第97回             | 3月8日             | バカリズム                            | 岸博幸             | 友近                     | 田中律子、中沢けんじ                               |                    |
| 第98回             | 3月15日            | 博多大吉（博多華丸・大吉）            | 岸博幸             | 大久保佳代子（オアシズ） | 川野太郎、久住小春                                 |                    |
| 第99回             | 3月22日            | （総集編）                            | （総集編）         | （総集編）               | （総集編）                                         |                    |
| 第100回            | 3月29日            | 博多大吉（博多華丸・大吉）            | 岸博幸             | 大久保佳代子（オアシズ） | （禊スペシャル）                                   |                    |
| 第101回            | 4月4日             | バカリズム 博多大吉（博多華丸・大吉） | 岸博幸             | 丸岡いずみ               | 三船美佳                                           |                    |
| 第102回            | 4月12日（日）      | バカリズム                            | 岸博幸             | 友近                     | 角田信朗、SILVA                                    |                    |
| 第103回            | 4月18日            | バカリズム                            | 岸博幸             | 大久保佳代子（オアシズ） | もえのあずき、橋本崇載                             |                    |
| 第104回            | 4月25日            | 博多大吉（博多華丸・大吉）            | 丸岡いずみ         | 大久保佳代子（オアシズ） | 山田親太朗、美夢ひまり                             |                    |
| 第105回            | 5月2日             | バカリズム                            | 名越康文           | 友近                     | PENICILLIN                                         |                    |
| 第106回            | 5月9日             | バカリズム                            | 名越康文           | 友近                     | 北山たけし                                         |                    |
| 第107回            | 5月16日            | 博多大吉（博多華丸・大吉）            | 丸岡いずみ         | 大久保佳代子（オアシズ） | 小椋久美子、今井洋介                               |                    |
| 第108回            | 5月23日            | バカリズム                            | 名越康文           | 友近                     | 貴水博之（access）                                 |                    |
| 第109回            | 5月30日            | バカリズム                            | 名越康文           | 友近                     | 平尾勇気、田名部生来（AKB48）                      |                    |
| 第110回            | 6月6日             | バカリズム                            | 名越康文           | 友近                     | 坂口杏里、竹中知華                                 |                    |
| 第111回            | 6月13日            | 博多大吉（博多華丸・大吉）            | 丸岡いずみ         | 大久保佳代子（オアシズ） | Sowelu、中田宏                                     |                    |
| 第112回            | 6月20日            | バカリズム                            | 岸博幸             | 友近                     | 廣瀬洋一、西田あい                                 |                    |
| 第113回            | 6月27日            | バカリズム                            | 岸博幸             | 大久保佳代子（オアシズ） | 細山貴嶺・宇野なおみ                               |                    |
| 第114回            | 7月4日             | 博多大吉（博多華丸・大吉）            | 丸岡いずみ         | 大久保佳代子（オアシズ） | 神田愛花、里崎智也                                 |                    |
| 第115回            | 7月11日            | バカリズム                            | 岸博幸             | 友近                     | （禊スペシャル）                                   |                    |
| 第116回            | 7月18日            | バカリズム                            | 岸博幸             | 友近                     | 須賀健太、JunJun                                   |                    |
| 第117回            | 7月25日            | バカリズム                            | 岸博幸             | 友近                     | 城咲仁、江利奈                                     |                    |
| 第118回            | 8月1日             | 博多大吉（博多華丸・大吉）            | 丸岡いずみ         | 大久保佳代子（オアシズ） | 二子山雅高、古瀬絵理                               |                    |
| 第119回            | 8月8日             | バカリズム                            | 名越康文           | 友近                     | 木下ほうか、椿姫彩菜                               |                    |
| 第120回            | 8月15日            | バカリズム                            | 名越康文           | 大久保佳代子（オアシズ） | 夏樹陽子、早田功駿                                 |                    |
| 第121回            | 8月29日            | 博多大吉（博多華丸・大吉）            | 丸岡いずみ         | 大久保佳代子（オアシズ） | 武田梨奈、中村繁之                                 |                    |
| 第122回            | 9月5日             | バカリズム                            | 岸博幸             | 友近                     | 浅岡雄也、南伊                                     |                    |
| 第123回            | 9月12日            | バカリズム                            | 岸博幸             | 友近                     | Shinya（DIR EN GREY）                              |                    |
| 第124回            | 9月19日            | 博多大吉（博多華丸・大吉）            | 岸博幸             | 大久保佳代子（オアシズ） | 祥子、あべ静江                                     |                    |
| 第125回            | 9月26日            | バカリズム 博多大吉（博多華丸・大吉） | 岸博幸             | 大久保佳代子（オアシズ） | A･O･I                                              |                    |
| 第126回            | 10月10日           | バカリズム                            | 名越康文           | 友近                     | 橋本マナミ、村上幸平                               |                    |
| 第127回            | 10月17日           | バカリズム                            | 名越康文           | 大久保佳代子（オアシズ） | 大矢真那（SKE48)、甲斐貴之（EARTHSHAKER）          |                    |
| 第128回            | 10月24日           | 博多大吉（博多華丸・大吉）            | 名越康文           | 大久保佳代子（オアシズ） | 純歌、有坂翔太                                     |                    |
| 第129回            | 10月31日           | バカリズム                            | 岸博幸             | 友近                     | 西田麻衣、山口祥行                                 |                    |
| 第130回            | 11月7日            | バカリズム                            | 岸博幸             | 友近                     | 高木里代子、斎藤美海                               |                    |
| 第131回            | 11月14日           | 博多大吉（博多華丸・大吉）            | 岸博幸             | 大久保佳代子（オアシズ） | 木村真野・紗野                                     |                    |
| 第132回            | 11月21日           | バカリズム                            | 名越康文           | 友近                     | 城之内早苗、安西ひろこ                             |                    |
| 第133回            | 11月28日           | 博多大吉（博多華丸・大吉）            | 名越康文           | 大久保佳代子（オアシズ） | 金田一央紀、稲村亜美                               |                    |
| 第134回            | 12月5日            | バカリズム                            | 岸博幸             | 友近                     | 坂木萌子、直野賀優                                 |                    |
| 第135回            | 12月12日           | バカリズム                            | 岸博幸             | 友近                     | ひとりでできるもん、こまどり姉妹                   |                    |
| 第136回            | 12月20日（日）     | 博多大吉（博多華丸・大吉）            | 岸博幸             | 大久保佳代子（オアシズ） | 神部冬馬、嵐ヨシユキ（横浜銀蝿）                   |                    |
| 第137回            | 12月26日           | バカリズム 博多大吉（博多華丸・大吉） | 岩井志麻子         | 大久保佳代子（オアシズ） | 神田うの、榎木孝明、畠山健介、日和佐篤、橋本マナミ |                    |

| 2016年（平成28年） | 2016年（平成28年） | 2016年（平成28年）                    | 2016年（平成28年）         | 2016年（平成28年）                         | 2016年（平成28年）                                    | 2016年（平成28年） |
| 放送回             | 放送日             | 反省見届け人                          | 反省見届け人               | 反省見届け人                               | 反省人                                                |                    |
| ------------------ | ------------------ | ------------------------------------- | -------------------------- | ------------------------------------------ | ----------------------------------------------------- | ------------------ |
| 第138回            | 1月9日             | バカリズム                            | 岸博幸                     | 友近                                       | 田中勝春、河村唯                                      |                    |
| 第139回            | 1月16日            | バカリズム                            | 博多大吉（博多華丸・大吉） | 友近                                       | 仁支川峰子、ひとみ                                    |                    |
| 第140回            | 1月23日            | バカリズム                            | 博多大吉（博多華丸・大吉） | 友近                                       | ざわちん、才木玲佳                                    |                    |
| 第141回            | 1月30日            | バカリズム                            | 名越康文                   | 友近                                       | 大浦龍宇一、吉田真由子                                |                    |
| 第142回            | 2月6日             | バカリズム                            | 博多大吉（博多華丸・大吉） | 大久保佳代子（オアシズ）                   | 大江裕、福山理子                                      |                    |
| 第143回            | 2月13日            | バカリズム                            | 名越康文                   | 友近                                       | 西郷輝彦、辰巳シーナ                                  |                    |
| 第144回            | 2月20日            | バカリズム                            | 博多大吉（博多華丸・大吉） | 大久保佳代子（オアシズ）                   | 唐橋ユミ                                              |                    |
| 第145回            | 2月27日            | バカリズム                            | 博多大吉（博多華丸・大吉） | 友近                                       | 野村宏伸、井尻晏菜（NMB48）                           |                    |
| 第146回            | 3月5日             | バカリズム                            | 博多大吉（博多華丸・大吉） | 大久保佳代子（オアシズ）                   | 小林綾子、いっこく堂                                  |                    |
| 第147回            | 3月12日            | バカリズム                            | 岸博幸                     | 友近                                       | 高樹澪、廣瀬誠                                        |                    |
| 第148回            | 3月19日            | バカリズム                            | 博多大吉（博多華丸・大吉） | 大久保佳代子（オアシズ）                   | 春香クリスティーン、DJ EIJI                           |                    |
| 第149回            | 3月26日            | バカリズム                            | 博多大吉（博多華丸・大吉） | 大久保佳代子（オアシズ）                   | 光永亮太、副島淳                                      |                    |
| 第150回            | 4月3日（日）       | バカリズム 博多大吉（博多華丸・大吉） | 岩井志麻子 吉川美代子      | 大久保佳代子（オアシズ） 指原莉乃（HKT48） | 平松愛理、青島広志                                    |                    |
| 第151回            | 4月16日            | バカリズム                            | 名越康文                   | 友近                                       | 加藤諒、坂口涼太郎、吉岡愛花                          |                    |
| 第152回            | 4月23日            | バカリズム                            | 博多大吉（博多華丸・大吉） | 大久保佳代子（オアシズ）                   | 宮本エリアナ、山崎秀鴎                                |                    |
| 第153回            | 4月30日            | バカリズム                            | 博多大吉（博多華丸・大吉） | 友近                                       | 大江裕、原田悠里、長井みつる                          |                    |
| 第154回            | 5月7日             | バカリズム                            | 岸博幸                     | 友近                                       | 時東ぁみ、副島淳                                      |                    |
| 第155回            | 5月14日            | バカリズム                            | 博多大吉（博多華丸・大吉） | 大久保佳代子（オアシズ）                   | 江川達也                                              |                    |
| 第156回            | 5月21日            | バカリズム                            | 博多大吉（博多華丸・大吉） | 大久保佳代子（オアシズ）                   | 野村真美、池田裕子                                    |                    |
| 第157回            | 5月28日            | バカリズム                            | 指原莉乃（HKT48）          | 友近                                       | アンミカ、やべきょうすけ                              |                    |
| 第158回            | 6月4日             | バカリズム                            | 博多大吉（博多華丸・大吉） | 友近                                       | 徳永ゆうき、今井華                                    |                    |
| 第159回            | 6月11日            | バカリズム                            | 博多大吉（博多華丸・大吉） | 大久保佳代子（オアシズ）                   | 宮沢セイラ                                            |                    |
| 第160回            | 6月18日            | バカリズム                            | 友近                       | 大久保佳代子（オアシズ）                   | みかん、久保田磨希                                    |                    |
| 第161回            | 6月26日（日）      | バカリズム                            | 指原莉乃（HKT48）          | 博多大吉（博多華丸・大吉）                 | 黒石高大                                              |                    |
| 第162回            | 7月2日             | バカリズム                            | 指原莉乃（HKT48）          | 博多大吉（博多華丸・大吉）                 | 英玲奈                                                |                    |
| 第163回            | 7月9日             | 博多大吉（博多華丸・大吉）            | 指原莉乃（HKT48）          | 友近 大久保佳代子（オアシズ）              | 井上ヨシマサ、美馬怜子                                |                    |
| 第164回            | 7月16日            | バカリズム                            | 指原莉乃（HKT48）          | 博多大吉（博多華丸・大吉）                 | 田中れいな、鈴木一泰                                  |                    |
| 第165回            | 7月23日            | バカリズム                            | 名越康文                   | 友近                                       | 武尊、落合陽一                                        |                    |
| 第166回            | 7月30日            | バカリズム                            | 友近                       | 博多大吉（博多華丸・大吉）                 | 柴田理恵、金子エミ                                    |                    |
| 第167回            | 8月6日             | バカリズム                            | 大久保佳代子（オアシズ）   | 博多大吉（博多華丸・大吉）                 | 筒井真理子、谷川真理                                  |                    |
| 第168回            | 8月20日            | バカリズム 博多大吉（博多華丸・大吉） | 指原莉乃（HKT48）          | 大久保佳代子（オアシズ）                   | 川上麻衣子                                            |                    |
| 第169回            | 9月3日             | バカリズム 博多大吉（博多華丸・大吉） | 指原莉乃（HKT48）          | 大久保佳代子（オアシズ）                   | 把瑠都、シークレットガイズ                            |                    |
| 第170回            | 9月10日            | （謎解きスペシャル）                  | （謎解きスペシャル）       | （謎解きスペシャル）                       | （謎解きスペシャル）                                  |                    |
| 第171回            | 9月17日            | （謎解きスペシャル）                  | （謎解きスペシャル）       | （謎解きスペシャル）                       | （謎解きスペシャル）                                  |                    |
| 第172回            | 9月24日            | バカリズム                            | 名越康文                   | 友近                                       | 馬場典子、輪島功一                                    |                    |
| 第173回            | 10月1日            | バカリズム                            | 大久保佳代子（オアシズ）   | 博多大吉（博多華丸・大吉）                 | 石黒彩、青山ひかる、川上愛、紺野ぶるま、和久津晶      |                    |
| 第174回            | 10月8日            | バカリズム                            | 大久保佳代子（オアシズ）   | 博多大吉（博多華丸・大吉）                 | 須田慎一郎、大谷みつほ                                |                    |
| 第175回            | 10月15日           | バカリズム                            | 指原莉乃（HKT48）          | 友近                                       | 斉藤祥太、斉藤慶太、上村依子                          |                    |
| 第176回            | 10月22日           | バカリズム                            | 指原莉乃（HKT48）          | 友近                                       | 岡田みはる、宮瀬彩加、西山虹華、矢敷真帆・梨紗        |                    |
| 第177回            | 10月30日（日）     | バカリズム                            | 大久保佳代子（オアシズ）   | 博多大吉（博多華丸・大吉）                 | マルシア、山口ひろみ                                  |                    |
| 第178回            | 11月5日            | バカリズム                            | 指原莉乃（HKT48）          | 友近                                       | 今川宇宙、安岡力斗、LUNA、ROOK                        |                    |
| 第179回            | 11月12日           | バカリズム                            | 大久保佳代子（オアシズ）   | 博多大吉（博多華丸・大吉）                 | （禊スペシャル）                                      |                    |
| 第180回            | 11月26日           | バカリズム                            | 指原莉乃（HKT48）          | 友近                                       | 有賀さつき、一ノ瀬ワタル                              |                    |
| 第181回            | 12月3日            | バカリズム                            | 大久保佳代子（オアシズ）   | 博多大吉（博多華丸・大吉）                 | 岩崎良美、石垣佑磨                                    |                    |
| 第182回            | 12月10日           | バカリズム                            | 指原莉乃（HKT48）          | 友近                                       | 望月理恵、TEE                                         |                    |
| 第183回            | 12月17日           | バカリズム                            | 大久保佳代子（オアシズ）   | 博多大吉（博多華丸・大吉）                 | ぺえ、林家ペー、林家パー子、せななん、マーナ、Kensuke |                    |
| 第184回            | 12月25日（日）     | バカリズム                            | 大久保佳代子（オアシズ）   | 博多大吉（博多華丸・大吉）                 | 奥山佳恵、ササキオサム                                |                    |

| 2017年（平成29年） | 2017年（平成29年） | 2017年（平成29年）                    | 2017年（平成29年）       | 2017年（平成29年）            | 2017年（平成29年）                         | 2017年（平成29年） |
| 放送回             | 放送日             | 反省見届け人                          | 反省見届け人             | 反省見届け人                  | 反省人                                     |                    |
| ------------------ | ------------------ | ------------------------------------- | ------------------------ | ----------------------------- | ------------------------------------------ | ------------------ |
| 第185回            | 1月7日             | バカリズム                            | 名越康文                 | 友近                          | 松野有里巳、穂川果音、河村美咲             |                    |
| 第186回            | 1月14日            | バカリズム                            | 名越康文                 | 友近                          | マギー、澤山璃奈                           |                    |
| 第187回            | 1月21日            | バカリズム                            | 大久保佳代子（オアシズ） | 博多大吉（博多華丸・大吉）    | 住谷杏奈                                   |                    |
| 第188回            | 1月28日            | バカリズム                            | 大久保佳代子（オアシズ） | 博多大吉（博多華丸・大吉）    | UZI                                        |                    |
| 第189回            | 2月4日             | バカリズム                            | 指原莉乃（HKT48）        | 友近                          | 池田努、大向美智子、日菜あこ               |                    |
| 第190回            | 2月11日            | バカリズム                            | 指原莉乃（HKT48）        | 大久保佳代子（オアシズ）      | 飯田圭織、coba                             |                    |
| 第191回            | 2月18日            | バカリズム                            | 大久保佳代子（オアシズ） | 博多大吉（博多華丸・大吉）    | 松村雄基、永島聖羅                         |                    |
| 第192回            | 2月25日            | バカリズム                            | 指原莉乃（HKT48）        | 友近                          | 飯星景子                                   |                    |
| 第193回            | 3月4日             | バカリズム                            | 指原莉乃（HKT48）        | 友近                          | 吉田悟郎、松本弥生                         |                    |
| 第194回            | 3月11日            | バカリズム                            | 大久保佳代子（オアシズ） | 博多大吉（博多華丸・大吉）    | 天木じゅん、NAOTO                          |                    |
| 第195回            | 3月18日            | （総集編）                            | （総集編）               | （総集編）                    | （総集編）                                 |                    |
| 第196回            | 3月25日            | バカリズム 博多大吉（博多華丸・大吉） | 指原莉乃（HKT48）        | 友近                          | （禊スペシャル）                           |                    |
| 第197回            | 4月2日（日）       | バカリズム 博多大吉（博多華丸・大吉） | 指原莉乃（HKT48）        | 大久保佳代子（オアシズ）      | さとう珠緒                                 |                    |
| 第198回            | 4月8日             | バカリズム                            | 指原莉乃（HKT48）        | 友近                          | 野口五郎、青山めぐ                         |                    |
| 第199回            | 4月15日            | バカリズム                            | 指原莉乃（HKT48）        | 友近                          | サイコ・ル・シェイム、原田曜平             |                    |
| 第200回            | 4月22日            | バカリズム                            | 大久保佳代子（オアシズ） | 博多大吉（博多華丸・大吉）    | 日出郎、平山みき                           |                    |
| 第201回            | 4月29日            | バカリズム                            | 指原莉乃（HKT48）        | 友近                          | 白井琴望（SKE48）、TAKE（FLOW）            |                    |
| 第202回            | 5月6日             | バカリズム                            | 指原莉乃（HKT48）        | 大久保佳代子（オアシズ）      | 篠崎愛、黒木優子                           |                    |
| 第203回            | 5月13日            | バカリズム                            | 友近                     | 博多大吉（博多華丸・大吉）    | 石田桃子、岡元あつこ                       |                    |
| 第204回            | 5月20日            | バカリズム                            | 大久保佳代子（オアシズ） | 博多大吉（博多華丸・大吉）    | 斉藤こず恵                                 |                    |
| 第205回            | 5月27日            | バカリズム                            | 友近                     | 博多大吉（博多華丸・大吉）    | 向山志穂、長江英和                         |                    |
| 第206回            | 6月3日             | バカリズム                            | 大久保佳代子（オアシズ） | 博多大吉（博多華丸・大吉）    | マーク・パンサー、shao、城谷るり、辻ヤスシ |                    |
| 第207回            | 6月10日            | バカリズム                            | 指原莉乃（HKT48）        | 友近                          | THE SOUND BEE HD、須藤温子                 |                    |
| 第208回            | 6月17日            | バカリズム                            | 指原莉乃（HKT48）        | 博多大吉（博多華丸・大吉）    | 児島美ゆき、エドアルド                     |                    |
| 第209回            | 6月25日（日）      | バカリズム                            | 大久保佳代子（オアシズ） | 博多大吉（博多華丸・大吉）    | 山川恵里佳、大石まどか                     |                    |
| 第210回            | 7月1日             | バカリズム                            | 指原莉乃（HKT48）        | 友近                          | 山本リンダ、葉加瀬マイ                     |                    |
| 第211回            | 7月8日             | バカリズム                            | 指原莉乃（HKT48）        | 大久保佳代子（オアシズ）      | ジョーナカムラ、森咲智美                   |                    |
| 第212回            | 7月15日            | バカリズム                            | 大久保佳代子（オアシズ） | 博多大吉（博多華丸・大吉）    | 井上京子、ACE                              |                    |
| 第213回            | 7月22日            | バカリズム                            | 友近                     | 博多大吉（博多華丸・大吉）    | 古川未鈴（でんぱ組.inc）、稲川淳二         |                    |
| 第214回            | 7月29日            | バカリズム                            | 友近                     | 博多大吉（博多華丸・大吉）    | ナタリー・エモンズ、立見里歌               |                    |
| 第215回            | 8月5日             | バカリズム                            | 大久保佳代子（オアシズ） | 博多大吉（博多華丸・大吉）    | 知念芽衣、桜井えりな、平田敦子             |                    |
| 第216回            | 8月12日            | バカリズム                            | 指原莉乃（HKT48）        | 友近                          | いしだ壱成、タマラ                         |                    |
| 第217回            | 8月19日            | バカリズム                            | 指原莉乃（HKT48）        | 友近                          | ブルボンヌ                                 |                    |
| 第218回            | 9月2日             | バカリズム                            | 指原莉乃（HKT48）        | 大久保佳代子（オアシズ）      | 松田優、宮崎宣子                           |                    |
| 第219回            | 9月10日（日）      | バカリズム                            | 大久保佳代子（オアシズ） | 博多大吉（博多華丸・大吉）    | 阿部桃子、天明麻衣子                       |                    |
| 第220回            | 9月16日            | バカリズム                            | 友近                     | 博多大吉（博多華丸・大吉）    | 野村祐希、旺季志ずか                       |                    |
| 第221回            | 9月23日            | バカリズム                            | 大久保佳代子（オアシズ） | 博多大吉（博多華丸・大吉）    | 広海・深海、歌恋                           |                    |
| 第222回            | 9月30日            | バカリズム                            | 指原莉乃（HKT48）        | 友近                          | 亀田興毅、渡辺めぐみ                       |                    |
| 第223回            | 10月7日            | バカリズム                            | 指原莉乃（HKT48）        | 友近                          | ダコタ・ローズ、大濠ハンナ                 |                    |
| 第224回            | 10月14日           | バカリズム                            | 大久保佳代子（オアシズ） | 博多大吉（博多華丸・大吉）    | 来栖あつこ、立石諒                         |                    |
| 第225回            | 10月21日           | バカリズム                            | 友近                     | 博多大吉（博多華丸・大吉）    | 川崎希、八反安未果                         |                    |
| 第226回            | 10月28日           | バカリズム                            | 大久保佳代子（オアシズ） | 博多大吉（博多華丸・大吉）    | 天木じゅん、黒田絢子、松田慶三             |                    |
| 第227回            | 11月4日            | バカリズム                            | 大久保佳代子（オアシズ） | 博多大吉（博多華丸・大吉）    | 松中みなみ、湯江タケユキ                   |                    |
| 第228回            | 11月11日           | バカリズム                            | 大久保佳代子（オアシズ） | 博多大吉（博多華丸・大吉）    | （禊スペシャル）                           |                    |
| 第229回            | 11月18日           | バカリズム                            | 友近                     | 博多大吉（博多華丸・大吉）    | 井上咲楽、武内由紀子                       |                    |
| 第230回            | 11月25日           | バカリズム                            | 友近                     | 博多大吉（博多華丸・大吉）    | 田村侑久（BOYS AND MEN）、エヴァンス未希   |                    |
| 第231回            | 12月2日            | バカリズム                            | 大久保佳代子（オアシズ） | 博多大吉（博多華丸・大吉）    | 杉本彩、長澤茉里奈                         |                    |
| 第232回            | 12月9日            | （総集編）                            | （総集編）               | （総集編）                    | （総集編）                                 |                    |
| 第233回            | 12月23日           | バカリズム 博多大吉（博多華丸・大吉） | 指原莉乃（HKT48）        | 友近 大久保佳代子（オアシズ） | 加藤夏希、ゆしん                           |                    |

| 2018年（平成30年） | 2018年（平成30年）         | 2018年（平成30年）                    | 2018年（平成30年）                         | 2018年（平成30年）            | 2018年（平成30年）                         | 2018年（平成30年） |
| 放送回             | 放送日                     | 反省見届け人                          | 反省見届け人                               | 反省見届け人                  | 反省人                                     |                    |
| ------------------ | -------------------------- | ------------------------------------- | ------------------------------------------ | ----------------------------- | ------------------------------------------ | ------------------ |
| 第234回            | 1月6日                     | バカリズム                            | 友近                                       | 博多大吉（博多華丸・大吉）    | 佐藤唯、浅川梨奈（SUPER☆GiRLS）            |                    |
| 第235回            | 1月13日                    | バカリズム                            | 大久保佳代子（オアシズ）                   | 博多大吉（博多華丸・大吉）    | 加藤紀子、船木誠勝                         |                    |
| 第236回            | 1月20日                    | バカリズム                            | 大久保佳代子（オアシズ）                   | 博多大吉（博多華丸・大吉）    | 丸山桂里奈、石井もえ（HIGH SPIRITS）       |                    |
| 第237回            | 1月27日                    | バカリズム                            | 友近                                       | 博多大吉（博多華丸・大吉）    | IZAM、森詩織（PASSPO☆）                    |                    |
| 第238回            | 2月3日                     | バカリズム                            | 友近                                       | 博多大吉（博多華丸・大吉）    | 宍戸開、大原優乃                           |                    |
| 第239回            | 2月10日                    | バカリズム                            | 大久保佳代子（オアシズ）                   | 博多大吉（博多華丸・大吉）    | 国生さゆり、中野ジョジョ                   |                    |
| 第240回            | 2月17日                    | バカリズム                            | 友近                                       | 博多大吉（博多華丸・大吉）    | 熊谷真実                                   |                    |
| 第241回            | 2月24日                    | バカリズム                            | 大久保佳代子（オアシズ）                   | 博多大吉（博多華丸・大吉）    | ザ・たっち、松田朋恵                       |                    |
| 第242回            | 3月3日                     | バカリズム                            | 大久保佳代子（オアシズ）                   | 博多大吉（博多華丸・大吉）    | 山路徹、鳥居みゆき                         |                    |
| 第243回            | 3月10日                    | バカリズム                            | 友近                                       | 博多大吉（博多華丸・大吉）    | 山口めろん、有野いく、鮭山未菜美           |                    |
| 第244回            | 3月17日                    | バカリズム                            | 指原莉乃（HKT48）                          | 友近                          | 武東由美、モト冬樹、ShiX                   |                    |
| 第245回            | 3月24日                    | バカリズム 博多大吉（博多華丸・大吉） | 指原莉乃（HKT48）                          | 友近 大久保佳代子（オアシズ） | 室伏由佳、LINA（MAX）                      |                    |
| 第246回            | 3月31日                    | バカリズム                            | 指原莉乃（HKT48）                          | 博多大吉（博多華丸・大吉）    | RENA、河中あい                             |                    |
| 第247回            | 4月7日                     | バカリズム                            | 大久保佳代子（オアシズ）                   | 博多大吉（博多華丸・大吉）    | 牧野光子、志茂田景樹                       |                    |
| 第248回            | 4月14日                    | バカリズム                            | 大久保佳代子（オアシズ） 指原莉乃（HKT48） | 博多大吉（博多華丸・大吉）    | （禊スペシャル）                           |                    |
| 第249回            | 4月21日                    | バカリズム                            | 指原莉乃（HKT48）                          | 友近                          | 江口ともみ、岡田サリオ                     |                    |
| 第250回            | 4月28日                    | バカリズム                            | 指原莉乃（HKT48）                          | 博多大吉（博多華丸・大吉）    | 武蔵、紗蘭                                 |                    |
| 第251回            | 5月5日                     | バカリズム                            | 大久保佳代子（オアシズ）                   | 博多大吉（博多華丸・大吉）    | 仁藤萌乃、根岸愛（PASSPO☆）                |                    |
| 第252回            | 5月12日                    | バカリズム                            | 友近                                       | 博多大吉（博多華丸・大吉）    | 秋本奈緒美、優機                           |                    |
| 第253回            | 5月19日                    | バカリズム                            | 友近                                       | 博多大吉（博多華丸・大吉）    | 山田親太朗、岩永洋昭                       |                    |
| 第254回            | 5月26日                    | バカリズム                            | 指原莉乃（HKT48）                          | 博多大吉（博多華丸・大吉）    | 岡井千聖、しずかちゃん                     |                    |
| 第255回            | 6月2日                     | バカリズム                            | 指原莉乃（HKT48）                          | 友近                          | ジェジュン                                 |                    |
| 第256回            | 6月9日                     | バカリズム                            | 指原莉乃（HKT48）                          | 友近                          | クリスタル ケイ                            |                    |
| 第257回            | 6月16日                    | バカリズム                            | 大久保佳代子（オアシズ）                   | 博多大吉（博多華丸・大吉）    | 大橋ミチ子、新良エツ子                     |                    |
| 第258回            | 6月23日                    | バカリズム                            | 大久保佳代子（オアシズ）                   | 博多大吉（博多華丸・大吉）    | 元木大介、あいだあい                       |                    |
| 第259回            | 6月30日                    | バカリズム                            | 大久保佳代子（オアシズ）                   | 博多大吉（博多華丸・大吉）    | 吉川友、ジュディ・オング                   |                    |
| 第260回            | 7月7日                     | バカリズム                            | 大久保佳代子（オアシズ）                   | 博多大吉（博多華丸・大吉）    | びっくえんじぇる、水樹たま、うさまりあ     |                    |
| 第261回            | 7月14日                    | バカリズム                            | 指原莉乃（HKT48）                          | 友近                          | 鈴木奈々、ますぶちさちよ                   |                    |
| 第262回            | 7月21日                    | バカリズム                            | 指原莉乃（HKT48）                          | 博多大吉（博多華丸・大吉）    | 藤本美貴、阿久津仁愛                       |                    |
| 第263回            | 7月28日                    | バカリズム                            | 大久保佳代子（オアシズ）                   | 博多大吉（博多華丸・大吉）    | 竹田純                                     |                    |
| 第264回            | 8月4日                     | バカリズム                            | 大久保佳代子（オアシズ）                   | 博多大吉（博多華丸・大吉）    | MADOKA、滝川満、琴滝川歩、滝川光           |                    |
| 第265回            | 8月11日                    | バカリズム                            | 指原莉乃（HKT48）                          | 友近                          | Shinji（シド）、ゆんころ                   |                    |
| 第266回            | 8月18日                    | バカリズム                            | 指原莉乃（HKT48）                          | 友近                          | V.I（BIGBANG）                             |                    |
| 第267回            | 9月1日                     | バカリズム                            | 指原莉乃（HKT48）                          | 友近                          | 田子千尋、香川愛生                         |                    |
| 第268回            | 9月8日                     | バカリズム                            | 大久保佳代子（オアシズ）                   | 博多大吉（博多華丸・大吉）    | 中村昌也、MIOYAE                           |                    |
| 第269回            | 加藤ゆりな、ソン・シギョン | バカリズム                            | 大久保佳代子（オアシズ）                   | 博多大吉（博多華丸・大吉）    |                                            |                    |
| 第270回            | 9月22日                    | バカリズム                            | 大久保佳代子（オアシズ）                   | 博多大吉（博多華丸・大吉）    | （24時間テレビ延長線）                     |                    |
| 第271回            | 9月29日                    | バカリズム                            | 指原莉乃（HKT48）                          | 友近                          | （禊スペシャル）                           |                    |
| 第272回            | 10月6日                    | バカリズム 博多大吉（博多華丸・大吉） | 指原莉乃（HKT48）                          | 友近 大久保佳代子（オアシズ） | こまどり姉妹                               |                    |
| 第273回            | 10月13日                   | バカリズム                            | 指原莉乃（HKT48）                          | 友近                          | 小沢仁志、渡邉ひかる（SUPER☆GiRLS）        |                    |
| 第274回            | 10月20日                   | バカリズム                            | 大久保佳代子（オアシズ）                   | 博多大吉（博多華丸・大吉）    | ローズ伯爵（VAMPIRE ROSE）、鈴木ゆき       |                    |
| 第275回            | 10月27日                   | （禊スペシャル）                      | （禊スペシャル）                           | （禊スペシャル）              | （禊スペシャル）                           |                    |
| 第276回            | 11月3日                    | バカリズム                            | 友近                                       | 博多大吉（博多華丸・大吉）    | 市川美織                                   |                    |
| 第277回            | 11月10日                   | バカリズム                            | 友近                                       | 博多大吉（博多華丸・大吉）    | 板野成美、水無瀬ゆき（夢みるアドレセンス） |                    |
| 第278回            | 11月17日                   | バカリズム                            | 友近                                       | 博多大吉（博多華丸・大吉）    | サヘル・ローズ、華城ここあ                 |                    |
| 第279回            | 11月24日                   | （総集編）                            | （総集編）                                 | （総集編）                    | （総集編）                                 |                    |
| 第280回            | 12月1日                    | バカリズム                            | 指原莉乃（HKT48）                          | 友近                          | 河相我聞、末永遥                           |                    |
| 第281回            | 12月8日                    | バカリズム                            | 指原莉乃（HKT48）                          | 博多大吉（博多華丸・大吉）    | 竹原芳子（どんぐり）、己龍                 |                    |
| 第282回            | 12月15日                   | バカリズム                            | 大久保佳代子（オアシズ）                   | 博多大吉（博多華丸・大吉）    | 真中満、松田悟志                           |                    |

| 2019年（平成31年→令和元年） | 2019年（平成31年→令和元年） | 2019年（平成31年→令和元年）           | 2019年（平成31年→令和元年） | 2019年（平成31年→令和元年）   | 2019年（平成31年→令和元年）                        | 2019年（平成31年→令和元年） |                  |                  |
| 放送回                      | 放送日                      | 反省見届け人                          | 反省見届け人                | 反省見届け人                  | 反省人                                             |                             |                  |                  |
| --------------------------- | --------------------------- | ------------------------------------- | --------------------------- | ----------------------------- | -------------------------------------------------- | --------------------------- | ---------------- | ---------------- |
| 第283回                     | 1月5日                      | バカリズム 博多大吉（博多華丸・大吉） | 指原莉乃（HKT48）           | 友近 大久保佳代子（オアシズ） | ほのか、加藤ゆりな                                 |                             |                  |                  |
| 第284回                     | 1月12日                     | バカリズム                            | 友近                        | 博多大吉（博多華丸・大吉）    | 長与千種、上地春奈                                 |                             |                  |                  |
| 第285回                     | 1月19日                     | バカリズム                            | 大久保佳代子（オアシズ）    | 博多大吉（博多華丸・大吉）    | ティーナ・カリーナ、神尾佑                         |                             |                  |                  |
| 第286回                     | 1月26日                     | バカリズム                            | 大久保佳代子（オアシズ）    | 博多大吉（博多華丸・大吉）    | 星名美津紀、牧原俊幸                               |                             |                  |                  |
| 第287回                     | 2月2日                      | バカリズム                            | 大久保佳代子（オアシズ）    | 博多大吉（博多華丸・大吉）    | SOLIDEMO、金子昇                                   |                             |                  |                  |
| 第288回                     | 2月9日                      | バカリズム                            | 友近                        | 博多大吉（博多華丸・大吉）    | （禊スペシャル）                                   |                             |                  |                  |
| 第289回                     | 2月16日                     | バカリズム                            | 指原莉乃（HKT48）           | 友近                          | 小原春香、本田理沙                                 |                             |                  |                  |
| 第290回                     | 2月23日                     | バカリズム                            | 指原莉乃（HKT48）           | 博多大吉（博多華丸・大吉）    | ベリッシモ・フランチェスコ、矢崎彩音               |                             |                  |                  |
| 第291回                     | 3月2日                      | バカリズム                            | 友近                        | 博多大吉（博多華丸・大吉）    | アグネス・チャン、梨元麻里奈                       |                             |                  |                  |
| 第292回                     | 3月9日                      | バカリズム                            | 大久保佳代子（オアシズ）    | 博多大吉（博多華丸・大吉）    | 池山隆寛、葉月あや                                 |                             |                  |                  |
| 第293回                     | 3月16日                     | バカリズム                            | 友近                        | 博多大吉（博多華丸・大吉）    | DJ KOO                                             |                             |                  |                  |
| 第294回                     | 3月23日                     | バカリズム                            | 友近                        | 博多大吉（博多華丸・大吉）    | 亀田姫月、松本圭世                                 |                             |                  |                  |
| 第295回                     | 3月30日                     | バカリズム                            | 大久保佳代子（オアシズ）    | 博多大吉（博多華丸・大吉）    | 勝矢、榎本麗美                                     |                             |                  |                  |
| 第296回                     | 4月6日                      | バカリズム 博多大吉（博多華丸・大吉） | 指原莉乃（HKT48）           | 友近 大久保佳代子（オアシズ） | 大原がおり、MINMI、毬谷友子                        |                             |                  |                  |
| 第297回                     | 4月13日                     | バカリズム                            | 指原莉乃（HKT48）           | 博多大吉（博多華丸・大吉）    | ハイヒール・モモコ、古関昇悟                       |                             |                  |                  |
| 第298回                     | 4月20日                     | バカリズム                            | 友近                        | 博多大吉（博多華丸・大吉）    | 須田亜香里（SKE48）、ジョナサン・シガー            |                             |                  |                  |
| 第299回                     | 4月27日                     | バカリズム                            | 指原莉乃（HKT48）           | 博多大吉（博多華丸・大吉）    | 豊田真奈美、梨衣名                                 |                             |                  |                  |
| 第300回                     | 5月4日                      | バカリズム                            | 大久保佳代子（オアシズ）    | 博多大吉（博多華丸・大吉）    | 畑中葉子、小室あいか（HIGH SPIRITS）               |                             |                  |                  |
| 第301回                     | 5月11日                     | バカリズム                            | 友近                        | 博多大吉（博多華丸・大吉）    | 東京おとめ太鼓、DJ HAL                             |                             |                  |                  |
| 第302回                     | 5月18日                     | バカリズム                            | 大久保佳代子（オアシズ）    | 博多大吉（博多華丸・大吉）    | 金子恵美、首藤義勝（KEYTALK）                      |                             |                  |                  |
| 第303回                     | 5月25日                     | バカリズム                            | 大久保佳代子（オアシズ）    | 博多大吉（博多華丸・大吉）    | GP（餓鬼レンジャー）                               |                             |                  |                  |
| 第304回                     | 6月1日                      | バカリズム                            | 大久保佳代子（オアシズ）    | 博多大吉（博多華丸・大吉）    | 花崎阿弓                                           |                             |                  |                  |
| 第305回                     | 6月8日                      | バカリズム                            | 指原莉乃                    | 博多大吉（博多華丸・大吉）    | （禊スペシャル）                                   | （禊スペシャル）            | （禊スペシャル） | （禊スペシャル） |
| 第306回                     | 6月15日                     | バカリズム                            | 指原莉乃                    | 博多大吉（博多華丸・大吉）    | あぢゃ、石月努                                     |                             |                  |                  |
| 第307回                     | 6月22日                     | バカリズム                            | 指原莉乃                    | 博多大吉（博多華丸・大吉）    | 嶋大輔、みねりお                                   |                             |                  |                  |
| 第308回                     | 6月29日                     | バカリズム 博多大吉（博多華丸・大吉） | 指原莉乃                    | 友近 大久保佳代子（オアシズ） | 田上真理子、森下純菜、板東英二                     |                             |                  |                  |
| 第309回                     | 7月6日                      | バカリズム                            | 指原莉乃                    | 友近                          | 塩地美澄、沖直実                                   |                             |                  |                  |
| 第310回                     | 7月13日                     | バカリズム                            | 指原莉乃                    | 博多大吉（博多華丸・大吉）    | 小池美由、マーティ・フリードマン                   |                             |                  |                  |
| 第311回                     | 7月20日                     | バカリズム                            | 指原莉乃                    | 友近                          | 榊原郁恵、茜屋日海夏                               |                             |                  |                  |
| 第312回                     | 7月27日                     | バカリズム                            | 指原莉乃                    | 友近                          | 大和田美帆、高見奈央                               |                             |                  |                  |
| 第313回                     | 8月3日                      | バカリズム                            | 友近                        | 博多大吉（博多華丸・大吉）    | 氏神一番、ちとせよしの                             |                             |                  |                  |
| 第314回                     | 8月10日                     | バカリズム                            | 大久保佳代子（オアシズ）    | 博多大吉（博多華丸・大吉）    | GOW、金村義明                                      |                             |                  |                  |
| 第315回                     | 8月17日                     | バカリズム                            | 指原莉乃                    | 友近                          | 渋沢一葉、宇治田みのる                             |                             |                  |                  |
| 第316回                     | 8月31日                     | バカリズム                            | 指原莉乃                    | 大久保佳代子（オアシズ）      | さとう珠緒、平松賢人（BOYS AND MEN）               |                             |                  |                  |
| 第317回                     | 9月7日                      | バカリズム                            | 大久保佳代子（オアシズ）    | 博多大吉（博多華丸・大吉）    | ニコル、堀川りょう                                 |                             |                  |                  |
| 第318回                     | 9月14日                     | バカリズム                            | 指原莉乃                    | 友近                          | 清水あいり、藤本京太郎                             |                             |                  |                  |
| 第319回                     | 9月21日                     | バカリズム                            | 指原莉乃 友近               | 博多大吉（博多華丸・大吉）    | 東京23区ガールズ、川嶋あい                         |                             |                  |                  |
| 第320回                     | 9月28日                     | バカリズム                            | 大久保佳代子（オアシズ）    | 博多大吉（博多華丸・大吉）    | ACHOU、清瀬汐希                                    |                             |                  |                  |
| 第321回                     | 10月5日                     | バカリズム                            | 大久保佳代子（オアシズ）    | 博多大吉（博多華丸・大吉）    | （禊スペシャル）                                   |                             |                  |                  |
| 第322回                     | 10月12日                    | バカリズム                            | 指原莉乃 友近               | 博多大吉（博多華丸・大吉）    | 林弓束、休日課長（ゲスの極み乙女。）               |                             |                  |                  |
| 第323回                     | 10月20日（日）              | バカリズム                            | 友近                        | 博多大吉（博多華丸・大吉）    | 佐藤寛子、RIOSKE（COLOR CREATION）                 |                             |                  |                  |
| 第324回                     | 10月26日                    | バカリズム                            | 大久保佳代子（オアシズ）    | 博多大吉（博多華丸・大吉）    | 皇治、薄井しお里                                   |                             |                  |                  |
| 第325回                     | 11月2日                     | バカリズム                            | 指原莉乃                    | 友近                          | 小柳ルミ子、石橋貴俊                               |                             |                  |                  |
| 第326回                     | 11月9日                     | バカリズム                            | 指原莉乃                    | 博多大吉（博多華丸・大吉）    | 榊原利彦、飯窪春菜                                 |                             |                  |                  |
| 第327回                     | 11月16日                    | バカリズム                            | 大久保佳代子（オアシズ）    | 博多大吉（博多華丸・大吉）    | セイジ（ギターウルフ）、茜結                       |                             |                  |                  |
| 第328回                     | 11月23日                    | バカリズム                            | 指原莉乃                    | 友近                          | 彩川ひなの、あさいあみ                             |                             |                  |                  |
| 第329回                     | 11月30日                    | バカリズム                            | 友近                        | 博多大吉（博多華丸・大吉）    | ヴァンゆん、生牡蠣いもこ（神使轟く、激情の如く。） |                             |                  |                  |
| 第330回                     | 12月7日                     | バカリズム                            | 友近                        | 博多大吉（博多華丸・大吉）    | タイガーマスク、トミタ栞                           |                             |                  |                  |
| 第331回                     | 12月29日（日）              | バカリズム 博多大吉（博多華丸・大吉） | 指原莉乃                    | 友近 大久保佳代子（オアシズ） | りんごちゃん                                       |                             |                  |                  |

| 2020年（令和2年） | 2020年（令和2年） | 2020年（令和2年）                     | 2020年（令和2年）                  | 2020年（令和2年）             | 2020年（令和2年）                                  | 2020年（令和2年） |
| 放送回            | 放送日            | 反省見届け人                          | 反省見届け人                       | 反省見届け人                  | 反省人                                             |                   |
| ----------------- | ----------------- | ------------------------------------- | ---------------------------------- | ----------------------------- | -------------------------------------------------- | ----------------- |
| 第332回           | 1月4日            | バカリズム                            | 大久保佳代子（オアシズ）           | 博多大吉（博多華丸・大吉）    | （禊スペシャル）                                   |                   |
| 第333回           | 1月11日           | バカリズム                            | 指原莉乃                           | 友近                          | めんそ～れ愛菜、病ンドル、十四代目トイレの花子さん |                   |
| 第334回           | 1月18日           | バカリズム                            | 大久保佳代子（オアシズ）           | 博多大吉（博多華丸・大吉）    | ウルフルケイスケ、燃えこれ学園                     |                   |
| 第335回           | 1月25日           | バカリズム                            | 友近 大久保佳代子（オアシズ）      | 博多大吉（博多華丸・大吉）    | チャベス愛、ピエール中野（凛として時雨）           |                   |
| 第336回           | 2月1日            | バカリズム                            | 指原莉乃                           | 友近                          | G.G.佐藤、佐藤望美                                 |                   |
| 第337回           | 2月8日            | バカリズム                            | 指原莉乃                           | 友近                          | 廣田あいか、近藤廉（イケ家!）                      |                   |
| 第338回           | 2月15日           | バカリズム                            | 大久保佳代子（オアシズ）           | 博多大吉（博多華丸・大吉）    | 上地雄輔、奥仲麻琴                                 |                   |
| 第339回           | 2月22日           | バカリズム                            | 大久保佳代子（オアシズ）           | 博多大吉（博多華丸・大吉）    | 里咲りさ                                           |                   |
| 第340回           | 2月29日           | バカリズム                            | 大久保佳代子（オアシズ）           | 博多大吉（博多華丸・大吉）    | 赤井沙希、初芝清                                   |                   |
| 第341回           | 3月7日            | バカリズム                            | 指原莉乃                           | 博多大吉（博多華丸・大吉）    | ブル中野、福本豊                                   |                   |
| 第342回           | 3月14日           | バカリズム                            | 大久保佳代子（オアシズ）           | 博多大吉（博多華丸・大吉）    | （禊スペシャル）                                   |                   |
| 第343回           | 3月21日           | バカリズム 博多大吉（博多華丸・大吉） | 指原莉乃 平野紫耀（King & Prince） | 友近 大久保佳代子（オアシズ） | かとうれいこ、岩村なちゅ                           |                   |
| 第344回           | 3月28日           | バカリズム 博多大吉（博多華丸・大吉） | 指原莉乃                           | 友近 大久保佳代子（オアシズ） | （総集編）                                         |                   |
| 第345回           | 4月4日            | バカリズム                            | 友近                               | 博多大吉（博多華丸・大吉）    | 長州力、川村美保                                   |                   |
| 第346回           | 4月11日           | バカリズム                            | 友近                               | 博多大吉（博多華丸・大吉）    | ゆりあんぬ                                         |                   |
| 第347回           | 4月18日           | バカリズム                            | 指原莉乃                           | 大久保佳代子（オアシズ）      | matty（Sonar Pocket）                              |                   |
| 第348回           | 4月25日           | バカリズム                            | 指原莉乃                           | 大久保佳代子（オアシズ）      | 篠原冴美                                           |                   |
| 第349回           | 5月2日            | バカリズム                            | -                                  | 大久保佳代子（オアシズ）      | デコウトミリ                                       |                   |
| 第350回           | 5月9日            | バカリズム                            | -                                  | 博多大吉（博多華丸・大吉）    | プー・ルイ                                         |                   |
| 第351回           | 5月16日           | バカリズム                            | -                                  | 博多大吉（博多華丸・大吉）    | 荒川真衣                                           |                   |
| 第352回           | 5月23日           | バカリズム                            | -                                  | 大久保佳代子（オアシズ）      | 如月さや                                           |                   |
| 第353回           | 5月30日           | バカリズム                            | 大久保佳代子（オアシズ）           | 指原莉乃                      | 松田賢二                                           |                   |
| 第354回           | 6月6日            | バカリズム                            | 友近                               | 博多大吉（博多華丸・大吉）    | 世志琥                                             |                   |
| 第355回           | 6月13日           | バカリズム                            | 友近                               | 博多大吉（博多華丸・大吉）    | 吉川友                                             |                   |
| 第356回           | 6月20日           | バカリズム                            | 大久保佳代子（オアシズ）           | 指原莉乃                      | ほしのうめ                                         |                   |
| 第357回           | 6月27日           | バカリズム                            | 指原莉乃                           | 大久保佳代子（オアシズ）      | （禊スペシャル）                                   |                   |
| 第358回           | 7月4日            | バカリズム                            | 友近                               | 博多大吉（博多華丸・大吉）    | 木山裕策                                           |                   |
| 第359回           | 7月11日           | バカリズム                            | 友近                               | 博多大吉（博多華丸・大吉）    | 石山蓮華                                           |                   |
| 第360回           | 7月18日           | バカリズム                            | 指原莉乃                           | 大久保佳代子（オアシズ）      | 城戸康裕                                           |                   |
| 第361回           | 7月25日           | バカリズム                            | 指原莉乃                           | 友近                          | tohko                                              |                   |
| 第362回           | 8月1日            | バカリズム                            | 指原莉乃                           | 博多大吉（博多華丸・大吉）    | 竹原慎二、MADAM REY                                |                   |
| 第363回           | 8月8日            | バカリズム                            | 大久保佳代子（オアシズ）           | 博多大吉（博多華丸・大吉）    | 本仮屋リイナ                                       |                   |
| 第364回           | 8月15日           | バカリズム                            | 指原莉乃                           | 友近                          | 嶋大輔                                             |                   |
| 第365回           | 8月29日           | バカリズム                            | 友近                               | 博多大吉（博多華丸・大吉）    | 真壁刀義                                           |                   |
| 第366回           | 9月5日            | バカリズム                            | 大久保佳代子（オアシズ）           | 博多大吉（博多華丸・大吉）    | 高見沢俊彦（THE ALFEE）                            |                   |
| 第367回           | 9月12日           | バカリズム                            | 指原莉乃                           | 大久保佳代子（オアシズ）      | ファンキー加藤                                     |                   |
| 第368回           | 9月19日           | バカリズム                            | 指原莉乃                           | 友近                          | パッパラー河合（爆風スランプ）                     |                   |
| 第369回           | 9月26日           | バカリズム                            | 大久保佳代子（オアシズ）           | 博多大吉（博多華丸・大吉）    | -真天地開闢集団-ジグザグ                           |                   |
| 第370回           | 10月3日           | バカリズム 博多大吉（博多華丸・大吉） | 指原莉乃                           | 大久保佳代子（オアシズ）      | 加藤史帆・齊藤京子（日向坂46）                     |                   |
| 第371回           | 10月10日          | バカリズム                            | 大久保佳代子（オアシズ）           | 博多大吉（博多華丸・大吉）    | エンリケ                                           |                   |
| 第372回           | 10月17日          | （禊傑作選）                          | （禊傑作選）                       | （禊傑作選）                  | （禊傑作選）                                       |                   |
| 第373回           | 10月24日          | バカリズム                            | 友近                               | 博多大吉（博多華丸・大吉）    | 渡辺裕之                                           |                   |
| 第374回           | 10月31日          | バカリズム                            | 大久保佳代子（オアシズ）           | 博多大吉（博多華丸・大吉）    | 御寺ゆき                                           |                   |
| 第375回           | 11月7日           | バカリズム                            | 指原莉乃                           | 友近                          | 中田有紀                                           |                   |
| 第376回           | 11月14日          | バカリズム                            | 大久保佳代子（オアシズ）           | 博多大吉（博多華丸・大吉）    | 川奈ルミ                                           |                   |
| 第377回           | 11月21日          | バカリズム                            | 友近                               | 博多大吉（博多華丸・大吉）    | 岡野雅行                                           |                   |
| 第378回           | 11月28日          | バカリズム                            | 大久保佳代子（オアシズ）           | 博多大吉（博多華丸・大吉）    | 登坂淳一                                           |                   |
| 第379回           | 12月5日           | バカリズム                            | 指原莉乃                           | 友近                          | ダウト                                             |                   |
| 第380回           | 12月12日          | バカリズム                            | 指原莉乃                           | 博多大吉（博多華丸・大吉）    | 華                                                 |                   |
| 第381回           | 12月19日          | バカリズム                            | 大久保佳代子（オアシズ）           | 博多大吉（博多華丸・大吉）    | 長沢美月                                           |                   |
| 第382回           | 12月26日          | バカリズム                            | 指原莉乃                           | 友近                          | 中澤佑二                                           |                   |

| 2021年（令和3年） | 2021年（令和3年） | 2021年（令和3年）                                  | 2021年（令和3年）                                  | 2021年（令和3年）                                  | 2021年（令和3年）                        | 2021年（令和3年） |
| 放送回            | 放送日            | 反省見届け人                                       | 反省見届け人                                       | 反省見届け人                                       | 反省人                                   |                   |
| ----------------- | ----------------- | -------------------------------------------------- | -------------------------------------------------- | -------------------------------------------------- | ---------------------------------------- | ----------------- |
| 第383回           | 1月9日            | バカリズム                                         | 指原莉乃                                           | 友近                                               | 宇徳敬子                                 |                   |
| 第384回           | 1月16日           | バカリズム                                         | 大久保佳代子（オアシズ）                           | 博多大吉（博多華丸・大吉）                         | 森川智之                                 |                   |
| 第385回           | 1月23日           | バカリズム                                         | 大久保佳代子（オアシズ）                           | 博多大吉（博多華丸・大吉）                         | ZON                                      |                   |
| 第386回           | 1月30日           | バカリズム                                         | 友近                                               | 博多大吉（博多華丸・大吉）                         | 仲村まひろ                               |                   |
| 第387回           | 2月6日            | バカリズム                                         | 大久保佳代子（オアシズ）                           | 博多大吉（博多華丸・大吉）                         | 石川裕梨                                 |                   |
| 第388回           | 2月20日           | バカリズム                                         | 指原莉乃                                           | 友近                                               | ザ・グレート・サスケ                     |                   |
| 第389回           | 2月27日           | バカリズム                                         | 友近                                               | 博多大吉（博多華丸・大吉）                         | カロリーナ                               |                   |
| 第390回           | 3月6日            | バカリズム                                         | 友近                                               | 博多大吉（博多華丸・大吉）                         | 岡部磨知                                 |                   |
| 第391回           | 3月13日           | バカリズム                                         | 指原莉乃                                           | 大久保佳代子（オアシズ）                           | MCU（KICK THE CAN CREW）                 |                   |
| 第392回           | 3月20日           | バカリズム                                         | 指原莉乃                                           | 大久保佳代子（オアシズ）                           | 青柳塁斗                                 |                   |
| 第393回           | 3月27日           | バカリズム                                         | 指原莉乃                                           | 友近                                               | 井上あずみ                               |                   |
| 第394回           | 4月3日            | バカリズム                                         | 指原莉乃                                           | 博多大吉（博多華丸・大吉）                         | 春風亭ぴっかり☆                          |                   |
| 第395回           | 4月10日           | バカリズム                                         | 友近                                               | 博多大吉（博多華丸・大吉）                         | スターライト・キッド、サッシャ           |                   |
| 第396回           | 4月17日           | バカリズム                                         | 友近                                               | 博多大吉（博多華丸・大吉）                         | キタキュウマン                           |                   |
| 第397回           | 4月24日           | バカリズム                                         | 指原莉乃                                           | 博多大吉（博多華丸・大吉）                         | まねきケチャ                             |                   |
| 第398回           | 5月1日            | バカリズム                                         | 指原莉乃                                           | 大久保佳代子（オアシズ）                           | 古賀隼斗（KANA-BOON）                    |                   |
| 第399回           | 5月8日            | バカリズム                                         | 指原莉乃                                           | 博多大吉（博多華丸・大吉）                         | 松本梨香                                 |                   |
| 第400回           | 5月15日           | バカリズム                                         | 友近                                               | 博多大吉（博多華丸・大吉）                         | 小林正寿                                 |                   |
| 第401回           | 5月22日           | バカリズム                                         | 大久保佳代子（オアシズ）                           | 博多大吉（博多華丸・大吉）                         | 高田雄一（ELLEGARDEN）                   |                   |
| 第402回           | 5月29日           | バカリズム                                         | 大久保佳代子（オアシズ）                           | 博多大吉（博多華丸・大吉）                         | 田口絵未花                               |                   |
| 第403回           | 6月5日            | バカリズム                                         | 大久保佳代子（オアシズ）                           | 博多大吉（博多華丸・大吉）                         | 藤岡弘、、藤岡真威人、天翔天音、藤岡舞衣 |                   |
| 第404回           | 6月12日           | バカリズム                                         | 指原莉乃                                           | 友近                                               | 橋本知之                                 |                   |
| 第405回           | 6月19日           | バカリズム                                         | 指原莉乃                                           | 大久保佳代子（オアシズ）                           | 田代将太郎                               |                   |
| 第406回           | 7月3日            | バカリズム                                         | 友近                                               | 博多大吉（博多華丸・大吉）                         | 福澤重文                                 |                   |
| 第407回           | 7月10日           | バカリズム                                         | 友近                                               | 博多大吉（博多華丸・大吉）                         | 棚橋弘至                                 |                   |
| 第408回           | 7月17日           | バカリズム                                         | 指原莉乃                                           | 大久保佳代子（オアシズ）                           | ザアザア                                 |                   |
| 第409回           | 7月24日           | バカリズム                                         | 指原莉乃                                           | 大久保佳代子（オアシズ）                           | 大滝秀子                                 |                   |
| 第410回           | 7月31日           | バカリズム                                         | 友近                                               | 博多大吉（博多華丸・大吉）                         | 葛西純                                   |                   |
| 第411回           | 8月14日           | バカリズム                                         | 指原莉乃                                           | 博多大吉（博多華丸・大吉）                         | アップアップガールズ（2）                |                   |
| 第412回           | 8月28日           | バカリズム                                         | 指原莉乃                                           | 大久保佳代子（オアシズ）                           | DEVILOOF                                 |                   |
| 第413回           | 9月4日            | バカリズム、指原莉乃、友近、大久保佳代子、博多大吉 | バカリズム、指原莉乃、友近、大久保佳代子、博多大吉 | バカリズム、指原莉乃、友近、大久保佳代子、博多大吉 | motsu                                    |                   |
| 第414回           | 9月11日           | バカリズム、指原莉乃、友近、大久保佳代子、博多大吉 | バカリズム、指原莉乃、友近、大久保佳代子、博多大吉 | バカリズム、指原莉乃、友近、大久保佳代子、博多大吉 | ファン・インソン                         |                   |
| 第415回           | 9月18日           | バカリズム、指原莉乃、友近、大久保佳代子、博多大吉 | バカリズム、指原莉乃、友近、大久保佳代子、博多大吉 | バカリズム、指原莉乃、友近、大久保佳代子、博多大吉 | 岸本拓也                                 |                   |
| 第416回           | 9月25日           | バカリズム、指原莉乃、友近、大久保佳代子、博多大吉 | バカリズム、指原莉乃、友近、大久保佳代子、博多大吉 | バカリズム、指原莉乃、友近、大久保佳代子、博多大吉 | 餓鬼レンジャー                           |                   |

備考
- 2021年2月13日は23:08に福島県沖地震が発生した為、報道特別番組を放送し本番組を放送延期[8]。

## ネット局
| 放送対象地域  | 放送局名                  | 系列                          | 放送日時                     | ネット状況 | 脚注      |
| ------------- | ------------------------- | ----------------------------- | ---------------------------- | ---------- | --------- |
| 関東広域圏    | 日本テレビ（NTV）         | 日本テレビ系列                | 土曜 23:30 - 23:55           | 制作局     | 制作局    |
| 青森県        | 青森放送（RAB）           | 日本テレビ系列                | 土曜 23:30 - 23:55           | 同時ネット |           |
| 岩手県        | テレビ岩手（TVI）         | 日本テレビ系列                | 土曜 23:30 - 23:55           | 同時ネット |           |
| 宮城県        | ミヤギテレビ（MMT）       | 日本テレビ系列                | 土曜 23:30 - 23:55           | 同時ネット |           |
| 秋田県        | 秋田放送（ABS）           | 日本テレビ系列                | 土曜 23:30 - 23:55           | 同時ネット | [ 注 19 ] |
| 山形県        | 山形放送（YBC）           | 日本テレビ系列                | 土曜 23:30 - 23:55           | 同時ネット |           |
| 福島県        | 福島中央テレビ（FCT）     | 日本テレビ系列                | 土曜 23:30 - 23:55           | 同時ネット |           |
| 山梨県        | 山梨放送（YBS）           | 日本テレビ系列                | 土曜 23:30 - 23:55           | 同時ネット |           |
| 新潟県        | テレビ新潟（TeNY）        | 日本テレビ系列                | 土曜 23:30 - 23:55           | 同時ネット |           |
| 長野県        | テレビ信州（TSB）         | 日本テレビ系列                | 土曜 23:30 - 23:55           | 同時ネット |           |
| 静岡県        | 静岡第一テレビ（SDT）     | 日本テレビ系列                | 土曜 23:30 - 23:55           | 同時ネット | [ 注 20 ] |
| 富山県        | 北日本放送（KNB）         | 日本テレビ系列                | 土曜 23:30 - 23:55           | 同時ネット |           |
| 石川県        | テレビ金沢（KTK）         | 日本テレビ系列                | 土曜 23:30 - 23:55           | 同時ネット |           |
| 福井県        | 福井放送（FBC）           | 日本テレビ系列                | 土曜 23:30 - 23:55           | 同時ネット | [ 注 19 ] |
| 近畿広域圏    | 読売テレビ（ytv）         | 日本テレビ系列                | 土曜 23:30 - 23:55           | 同時ネット | [ 注 22 ] |
| 鳥取県 島根県 | 日本海テレビ（NKT）       | 日本テレビ系列                | 土曜 23:30 - 23:55           | 同時ネット |           |
| 広島県        | 広島テレビ（HTV）         | 日本テレビ系列                | 土曜 23:30 - 23:55           | 同時ネット |           |
| 山口県        | 山口放送（KRY）           | 日本テレビ系列                | 土曜 23:30 - 23:55           | 同時ネット |           |
| 徳島県        | 四国放送（JRT）           | 日本テレビ系列                | 土曜 23:30 - 23:55           | 同時ネット | [ 注 23 ] |
| 岡山県 香川県 | 西日本放送（RNC）         | 日本テレビ系列                | 土曜 23:30 - 23:55           | 同時ネット |           |
| 愛媛県        | 南海放送（RNB）           | 日本テレビ系列                | 土曜 23:30 - 23:55           | 同時ネット |           |
| 高知県        | 高知放送（RKC）           | 日本テレビ系列                | 土曜 23:30 - 23:55           | 同時ネット |           |
| 福岡県        | 福岡放送（FBS）           | 日本テレビ系列                | 土曜 23:30 - 23:55           | 同時ネット | [ 注 24 ] |
| 熊本県        | くまもと県民テレビ（KKT） | 日本テレビ系列                | 土曜 23:30 - 23:55           | 同時ネット |           |
| 大分県        | テレビ大分（TOS）         | 日本テレビ系列 フジテレビ系列 | 土曜 23:30 - 23:55           | 同時ネット |           |
| 鹿児島県      | 鹿児島読売テレビ（KYT）   | 日本テレビ系列                | 土曜 23:30 - 23:55           | 同時ネット |           |
| 北海道        | 札幌テレビ（STV）         | 日本テレビ系列                | 日曜 0:55 - 1:20（土曜深夜） | 遅れネット | [ 注 25 ] |
| 中京広域圏    | 中京テレビ（CTV）         | 日本テレビ系列                | 木曜 1:34 - 2:04（水曜深夜） | 遅れネット | [ 注 26 ] |
| 長崎県        | 長崎国際テレビ（NIB）     | 日本テレビ系列                | 日曜 1:30 - 2:00（土曜深夜） | 遅れネット | [ 注 27 ] |
| 沖縄県        | 琉球放送（RBC）           | TBS系列                       | 土曜 0:15 - 0:42（金曜深夜） | 遅れネット |           |

### 過去のネット局
- テレビ宮崎（UMK、フジテレビ系列・日本テレビ系列・テレビ朝日系列）[注 28]

### ネット局に関する備考
- 枠移動前は通常時の同時ネット局であっても、知事選挙や県庁所在地の市長選挙の選挙特番や自社制作番組などに差し替えられる場合があり、この場合は翌日未明以降に時差放送となるか、臨時非ネットとすることがあった。なお、前述の通り、枠移動後もローカルセールス枠で放送され、通常時の同時ネット局であっても、自社制作番組などへの差し替えがあった。

## スタッフ

### レギュラー版（2021年4月3日以降）
- 企画・総合演出：髙橋利之
- 構成：桜井慎一（一時離脱→復帰）、林田晋一
- TM：小椋敏宏
- SW：田代義昭（CAMの回あり）
- CAM：松嶋賢一（SWの回あり）
- VE：向山江梨佳
- MIX：藤岡絵里子
- 照明：山内圭
- 美術プロデューサー：上條宏美
- デザイン：波多野真理
- イラスト：吉田友和
- 大道具：伊集院正幸
- 小道具：伊藤宏美
- 電飾：上船海
- 美術協力：日本テレビアート
- 技術協力：NiTRO、ジャパンテレビ
- リサーチ：羽柴千晶、高木洋志、梶谷翔平
- 編集：椎名友教
- MA：元木綾美
- 音響効果：高取謙
- TK：坂本幸子、竹島祐子【週替り】（竹島→一時離脱→復帰）
- デスク：高桑繭子
- AP：兼平孔明、劉雅莎【毎週】、菅原千詠美【週替り】
- AD：青木俊人、久野佑、赤坂笑子、永田茉由子、三輪美砂、増田浩明、磯部衣世、永井玲名、熊田大樹、長田康一、ハパンナ光進【週替り】
- ディレクター：本橋宏之（GUTS）、滝田朝子・細川祐子・赤松真徳・杉浦啓太（創輝）、奈良脩人・河合亮輔・石井拓郎・北原加歩・青山広野（いまじん）、川村元昭・山形和也（ZION）【週替り】（杉浦・河合→以前はAD、山形→一時離脱→復帰）
- 演出：有田駿介（2019年12月7日-）【毎週】／長久弦（GUTS）、滝田朋之・大原正也（創輝）、道下貴之・作井正浩・岩本智也（いまじん）【週替り1名、その他は毎週ディレクター】
- プロデューサー：武末大作（2021年6月12日-）／長瀬徹・加藤大樹（ZION）、竹谷和樹、浦田祐一郎（創輝）、佐藤なつね（佐藤→以前はAP）、曲山史夫・山脇由紀子（いまじん）
- チーフプロデューサー：秋山健一郎（2020年10月3日-、以前は統括プロデューサー）
- 制作協力：ZION、創輝、いまじん
- 製作著作：日本テレビ

#### 過去のスタッフ（レギュラー版）
- 構成：鈴木おさむ、利光宏治（利光→2013年4月21日までは、作家）
- TM：江村多加司、新名大作
- SW：望月達史、荻野高康
- SW/CAM：鎌倉和由（回によって異なる）
- CAM：早川智晃
- VE：斎藤孝行、石山実、古手川大、飯島友美
- MIX：中村宏美
- 照明：三代川大輔、浅見俊一
- 美術プロデューサー：林健一
- 大道具：前田賢治、佐俣勇
- 小道具：佐々木洋平
- 電飾：池田大介
- CG：キャニットＧ
- イラスト：小野眞智子、平史郎、泉州HIGE工房
- 編集：山下直哉、小田健二、小原太希、岩崎直樹
- MA：船木拓也（船木→SP時のみ）
- 音響効果：岡田淳一
- 編成企画：吉無田剛、原司
- 広報：玉造昌和
- デスク：高橋奈津子、濱村吏加、宮城知代（宮城→2014年6月1日-）
- AD：澁谷優介、渡辺邦宏、関友香理、寺下忠、三浦恵太、長冨紗良、本田千穂、中道勇樹、大谷直紀、大須賀美紀、福田和弘、野田梓左、大杉悠介、星野真輝、船越光平、中村映美、江川彩夏、葛生朋美、前田紗里奈、小野千尋、早川沙耶伽、軒悠人、初芝光、手嶋晶太、千田野々香、岸野基生、関谷なつみ、藤井千裕、神田有紀、水上雄一朗、岡本佳和、岩田直之、鷹林達哉、齋藤勇輝
- AP：羽根葵、中川聡子、山岡恭典、杉山直樹、柳井千晴、矢嶋麻実、山本沙織、岸加苗、久石悠子
- ディレクター：長井香織、田中真之、深沢博信、小松利光、犬飼義啓、唐沢宏一、二神新、中島孝志、中山健志、石橋浩二、高橋正人、田辺貴之、宮原健、黒石岳志、児玉章、中村誠二、金光豪、間篠高行、杣俊輔、五十棲崇之、杉本泰規、陣崎行夫、笠原瑠宇久、反町礎良（五十棲・笠原・反町→以前はAD）
- 演出：上利竜太／井上伸正、宮森宏樹、市川隆
- プロデューサー：岩下英恵、渡邊文哉（渡邊→2018年12月8日-2021年6月5日、以前はAP）、小島俊一、成子美里、持田順也（持田→以前は演出）、飯高昌宏（いまじん、飯高→以前はディレクター→一時離脱）
- チーフプロデューサー：菅賢治、田中宏史、松岡至（松岡→2016年6月4日-2017年5月27日）、糸井聖一（糸井→2017年6月3日-2018年5月26日）、横田崇（横田→2018年6月2日-2019年5月25日、以前は編成→一時離脱）、川邊昭宏（2019年6月1日-2020年9月26日）

### スペシャル版
- 企画・総合演出：髙橋利之
- ナレーション：近藤サト
- 構成：桜井慎一（第1～3回）
- コンセプト：鈴木おさむ（第1・2回は、構成）
- 作家：利光宏治（第2回は、構成）
- TM：江村多加司
- SW：鎌倉和由
- CAM：早川智晃
- VE：斎藤孝行
- MIX：藤岡絵里子（第3回）
- 照明：三代川大輔
- 美術プロデューサー：林健一（第2・3回）、上條宏美（第1～3回）
- 美術デザイン：波多野真理（第2・3回）
- 大道具：前田賢治（第3回）
- 小道具：佐々木洋平（第3回）
- 電飾：池田大介（第3回）
- 美術協力：日本テレビアート
- 技術協力：NiTRO、ジャパンテレビ
- イラスト：小野眞智子（第1～3回）、吉田友和（第2・3回）
- リサーチ：羽柴千晶（第2・3回）、高木洋志（第1～3回）、梶谷翔平（第1・3回）
- 編集：椎名友教（第3回）
- MA：安河内隆文（第3回）
- 音響効果：岡田淳一
- 編成：横田崇（第2・3回）
- 編成企画：吉無田剛（第2・3回）
- 広報：玉造昌和（第3回）
- TK：坂本幸子
- デスク：高橋奈津子
- AP：岸加苗、羽根葵、矢嶋麻実（全員第3回）
- AD：山岡恭典（第1～3回）、小田政利（第2・3回）、寺下忠（第3回）、田辺貴之（第3回）
- ディレクター：唐沢宏一、中野誠、中島孝志（唐沢・中野・中島→第3回）、長井香織、田中真之（長井・田中→第2・3回）、杉本泰規（第3回）、井上伸正（第2・3回）、滝田朋之、道下貴之、宮森宏樹（滝田・道下・宮森→第2・3回）
- 演出：上利竜太／長久弦（長久→第3回）
- プロデューサー：岩下英恵、長瀬徹、小島俊一（小島→第2・3回）、成子美里（成子→第3回）／田中宏史（小島以外→第1～3回）
- チーフプロデューサー：菅賢治
- 制作協力：ZION、創輝、いまじん（いまじん→第3回）
- 製作著作：日本テレビ

#### 過去のスタッフ（スペシャル版）
- VE：石山実
- MIX：大島康彦
- 照明：内藤晋
- 美術デザイン：北原龍一
- 大道具：岩瀬充幸（第2回）
- 電飾：伊藤伸朗（第2回）
- 撮影協力：ノッツエ結婚情報センター（第2回）
- リサーチ：宮内智弘（第2回）
- 編集：小嶺浩一（第1回）、石田健二（第2回）、花城卓恭（第2回）
- MA：兒子仁（第1回、第2回）
- 編成：鬼頭直孝
- 編成企画：小野隆史
- 広報：角田久美子（第1回、第2回）
- AP：渡辺秀一（第1回、第2回）、中田敦子（第2回）
- AD：山本恭彦、上平久美（山本・上平→第1回）、伊藤春香、蟻坂江梨奈、伊賀瑛里子、渡辺梢子（伊藤-渡辺→第2回）
- ディレクター：内田浩、菅野健治（第1回）、宮原健（第1回、第2回）、花岡圭一郎、中西裕樹、櫛田健太郎、鈴嶋直子（花岡-鈴嶋→第2回）